# Portugiesisch-spanische Beziehungen

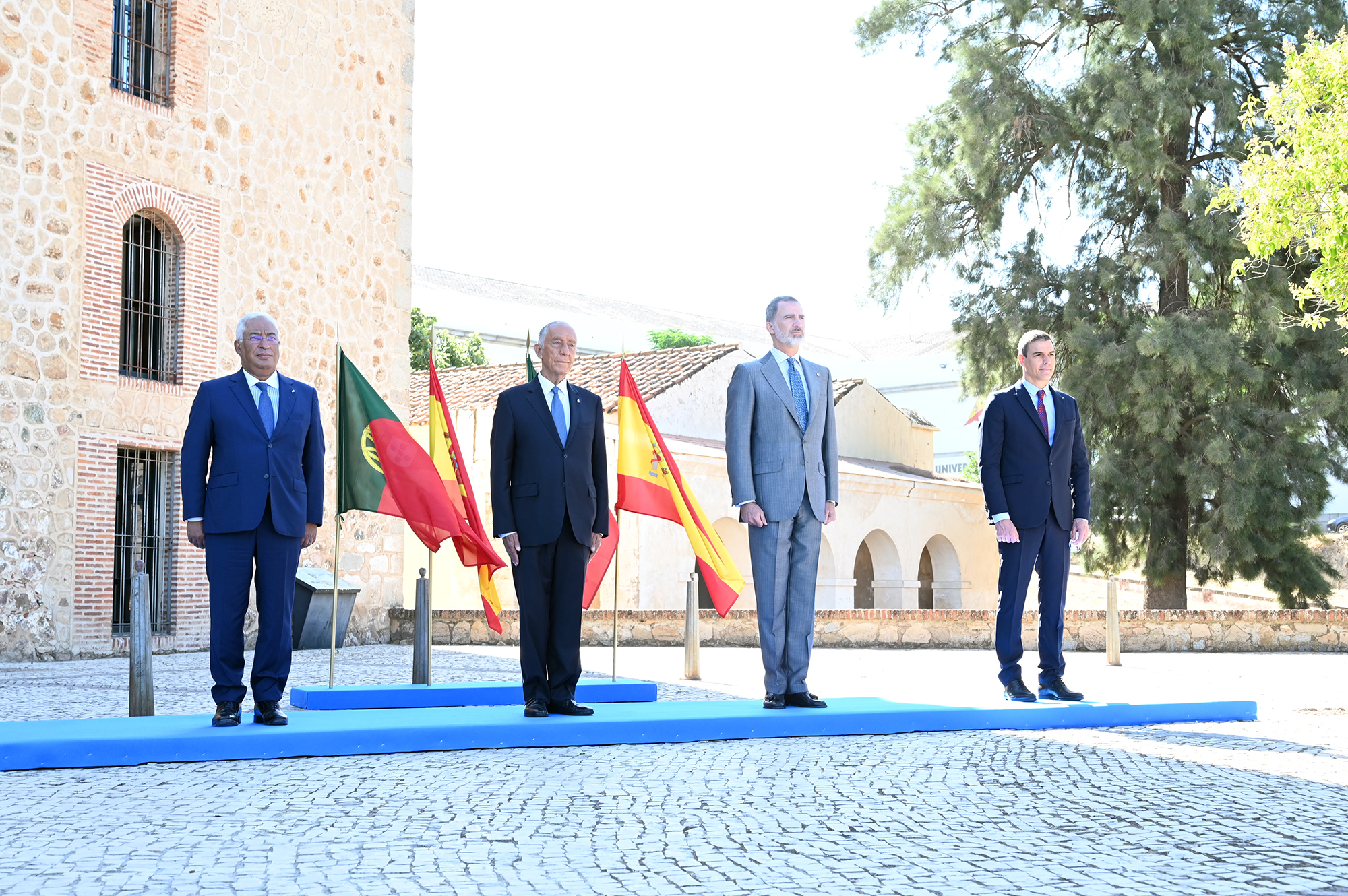
Die portugiesischen und spanischen Ministerpräsidenten António Costa und Pedro Sánchez sowie der portugiesische Präsident Marcelo Rebelo de Sousa und König Felipe VI. von Spanien (2020)

Die portugiesisch-spanischen Beziehungen sind das zwischenstaatliche Verhältnis zwischen den Staaten Portugal und Spanien. Beide Länder entstanden im Zeitalter der mittelalterlichen Reconquista auf der Iberischen Halbinsel als unabhängige Nationen. Zunächst stieg Portugal zum ersten kolonialen Weltreich auf, dann errichtete Spanien ein noch größeres zweites Weltreich, weshalb Portugiesisch und Spanisch heute auch außerhalb der Iberischen Halbinsel gesprochen werden (vorwiegend in Lateinamerika). In der Kolonialzeit konkurrierten und kooperierten beide Staaten und waren während der Iberischen Union (1580–1640) kurzzeitig vereint, bevor eine Revolte in Portugal die Union wieder beendete. Auch danach blieben die Geschichten beider Länder eng verbunden und führte zunächst im faschistischen Iberischen Block ab 1939 und dann vor allem seit dem gemeinsamen EWG-Beitritt 1986 (heute EU) zu freundschaftlichen Beziehungen zwischen ihnen. Heute besteht ein enger Austausch zwischen den beiden Nachbarn im Bereich Kultur, Wirtschaft, Politik, Wissenschaft und Diplomatie. Die gemeinsame Grenze zwischen Portugal und Spanien ist knapp 1200 Kilometer lang und die älteste Grenze zwischen zwei europäischen Staaten und die längste innerhalb der EU. Für Portugal stellt sie die einzige Grenze zu einem anderen Staat dar, was der Kooperation mit Spanien entscheidende Bedeutung verleiht.
Spanien und Portugal sind gemeinsam Teil der Europäischen Union, der NATO, der Organisation für Sicherheit und Zusammenarbeit in Europa, der Organisation für wirtschaftliche Zusammenarbeit und Entwicklung, der Union für den Mittelmeerraum, des Europarats und vieler weiterer internationaler Organisationen. Seit 1983 werden regelmäßig Iberische Gipfeltreffen abgehalten, zudem nehmen beide an den seit 1991 stattfindenden Iberoamerika-Gipfeln teil. Seit 2021 hat Spanien Beobachterstatus in der Gemeinschaft der Portugiesischsprachigen Länder (CPLP).

## Geschichte

### Frühgeschichte
Knapp 3000 v. Chr. migrierten die Iberer von Nordafrika aus auf die Iberische Halbinsel und vermischten sich ab ca. 1000 v. Chr. mit den Kelten, woraus die Keltiberer entstanden. Die Iberische Halbinsel wurde von den Phöniziern, den Griechen und den Karthagern beeinflusst, bevor sie von den Römern 197 v. Chr. in die Provinzen Hispania citerior und Hispania ulterior aufgeteilt wurde. Der Stamm der Lusitaner aus dem heutigen Portugal leistete den Römern bis zur Vernichtung von Numantia 133 v. Chr. hartnäckigen Widerstand. Danach kehrte ein längerer Frieden ein und die Bevölkerung wurde romanisiert, wobei die heutigen Sprachen und Dialekte in Iberien (mit Ausnahme des Baskischen) auf dem Latein der Römer beruhen. Die um das Jahr 0 gebildete Provinz Lusitania entsprach in etwa dem Süden des heutigen Portugals. Mit dem Niedergang des Weströmischen Reiches und den Völkerwanderungen fielen im 5. Jahrhundert germanische Stämme wie Sueben, Alanen und Westgoten auf der Iberischen Halbinsel ein und die römische Periode endete. Die Sueben und ihr Königreich der Sueben dominierte den Nordwesten Iberiens, bevor sie von den Westgoten besiegt und ihr Königreich in das Westgotenreich eingegliedert wurde. Angeführt vom zum Islam konvertierten Berber Tāriq ibn Ziyād wurde fast die gesamte Iberische Halbinsel im 8. Jahrhundert von den Mauren erobert und das Westgotenreich zerschlagen. Lediglich im bergigen Norden überlebten die Reste der christlichen Armeen unter der Führung des westgotischen Adligen Pelayo, dessen Königreich Asturien den Widerstand gegen die muslimische Herrschaft begann.

Iberische Stämme 300 v. Chr.
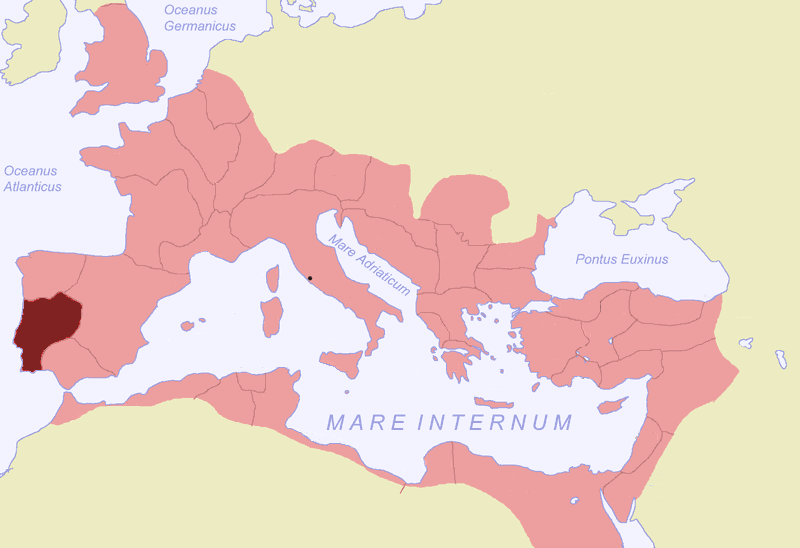
Provinz Lusitanien im Römischen Reich
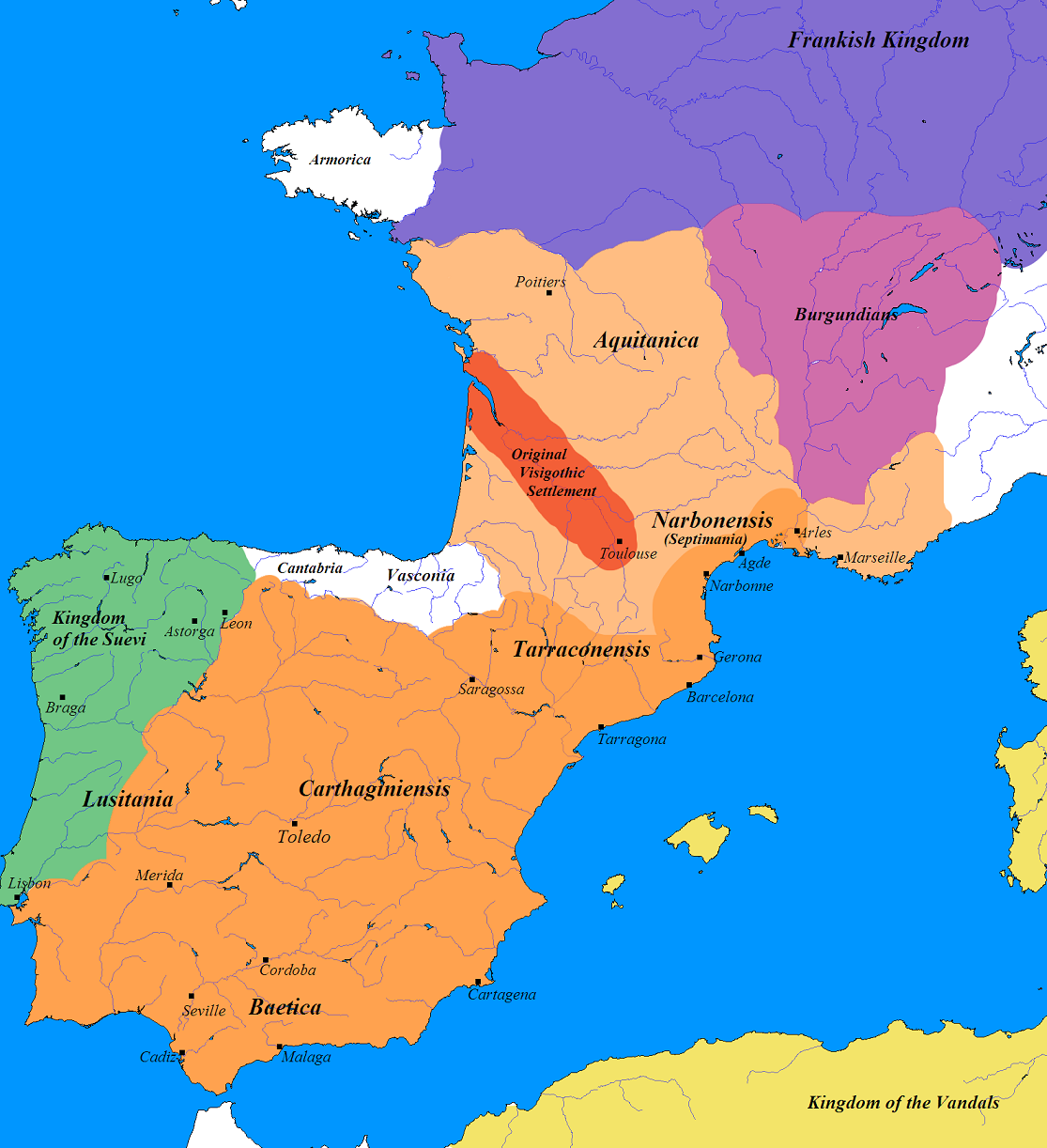
Westgotenreich und Reich der Sueben

### Entstehung Portugals im Mittelalter
Durch Teilungen und Rückeroberungen entstanden bis ins 11. Jahrhundert eine Reihe von christlichen Staaten auf der Iberischen Halbinsel, die allerdings nicht als Einheit auftraten. Eine spanische oder portugiesische Nation gab es zu diesem Zeitpunkt noch nicht. Die erste Grafschaft Portucale entstand 868 um Porto durch die Eroberungen von Vímara Peres, welche Asturien unterstand. 1071 wurde eine Revolte des letzten Grafen von Portucale, Nuno Mendes, gegen den 1065 zum König von Galicien und Portugal ernannten Garcia niedergeschlagen. Alfons X. übergab die Grafschaft Portugal 1096 an Heinrich von Burgund, der Theresia von León heiratete, die uneheliche Tochter Alfons’ VI. 1139 ließ sich Heinrichs Sohn Alfons I. nach dem Sieg gegen die Araber in der Schlacht von Ourique zum König ausrufen, nachdem er schon vorher dem König von León die Treue verweigert hatte. Im Jahre 1143 erkannte das Königreich León die Unabhängigkeit Portugals nach dem Sieg der Portugiesen in der Schlacht von Valdevez mit dem Vertrag von Zamora an. Dadurch wurde Portugal als eigenständiges Königreich mit eigenem Monarchen anerkannt. Die Portugiesen können in der Folge ihre Grenzen nach Süden ausdehnen und 1147 Lissabon von den Mauren erobern. Bis Mitte des 13. Jahrhunderts wurde die Algarve im Süden erreicht und Portugal erhielt im Groben seine moderne Form. Unter König Dionysius erlebte Portugal einen wirtschaftlichen Aufschwung und die Universität Coimbra wurde gegründet. Er führte auch das Portugiesische als Rechts- und Gerichtssprache ein. Die portugiesische Eigenständigkeit und Identität wurde dadurch gestärkt. Dionysius stellte auch die erste portugiesische Marine auf, was die Grundlage für das spätere maritime Imperium der Portugiesen schuf. Die frühe Konsolidierung Portugals ermöglichte damit die spätere koloniale Expansion Portugals. Diese erfolgt noch vor Abschluss der spanischen Reconquista und der Einigung Spaniens 1516.
Mit Ferdinand I. starb 1383 der letzte Angehörige aus dem Haus Burgund und die Kastilier erhoben Ansprüche auf den portugiesischen Thron. Die Portugiesen rebellierten dagegen und setzten Johann I., den unehelichen Sohn eines früheren Königs auf den Thron, der das Haus Avis begründet. Der darauf folgende Krieg mit Kastilien dauerte zwei Jahre, und die portugiesische Unabhängigkeit wurde nach der entscheidenden Niederlage der Kastilier in der Schlacht von Aljubarotta 1385 gesichert. Johann schloss mit dem Vertrag von Windsor (1386) ein Bündnis mit dem Königreich England, das ihn schon in der Schlacht von Aljubarotta unterstützt hatte, was in der Folgezeit die Unabhängigkeit Portugals absicherte.

Muslimische Eroberung Iberiens
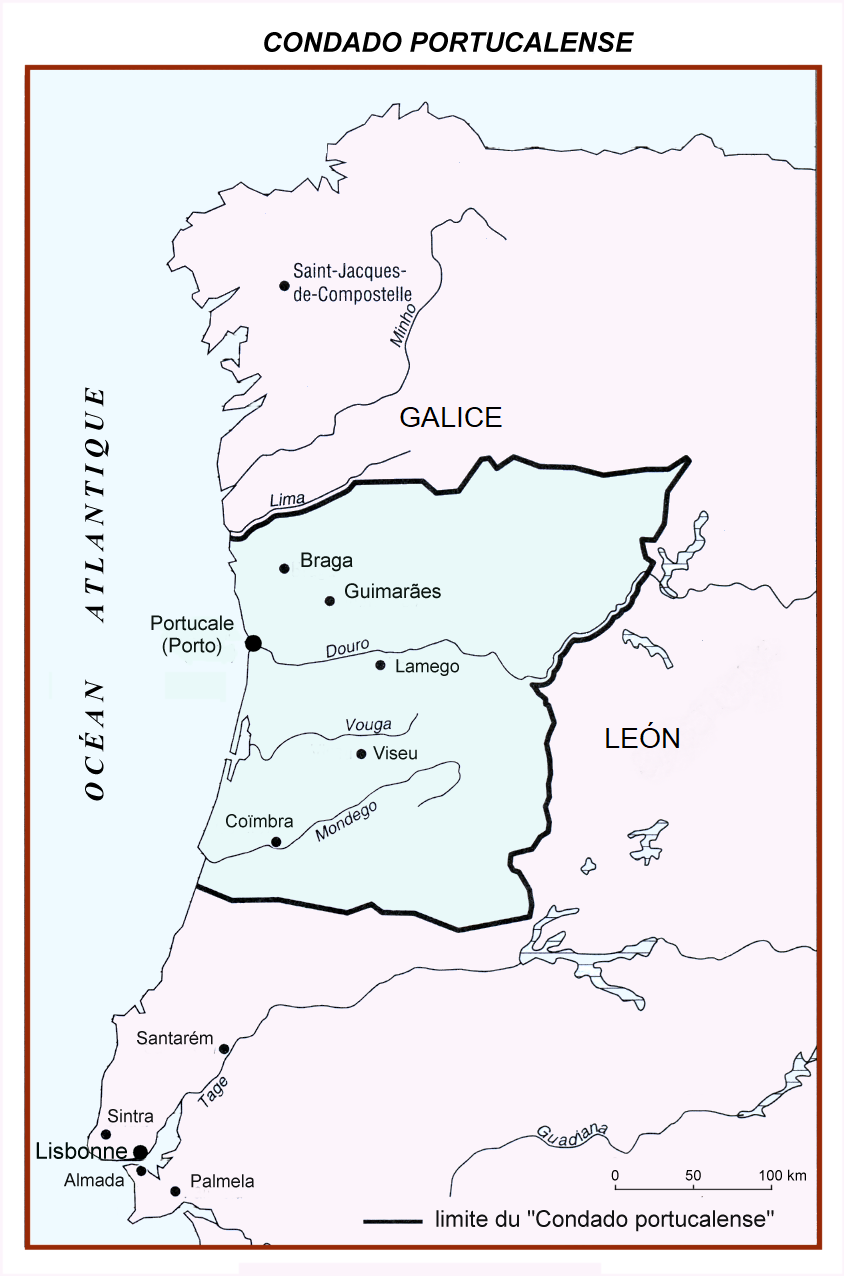
Grafschaft Portugal (1007)
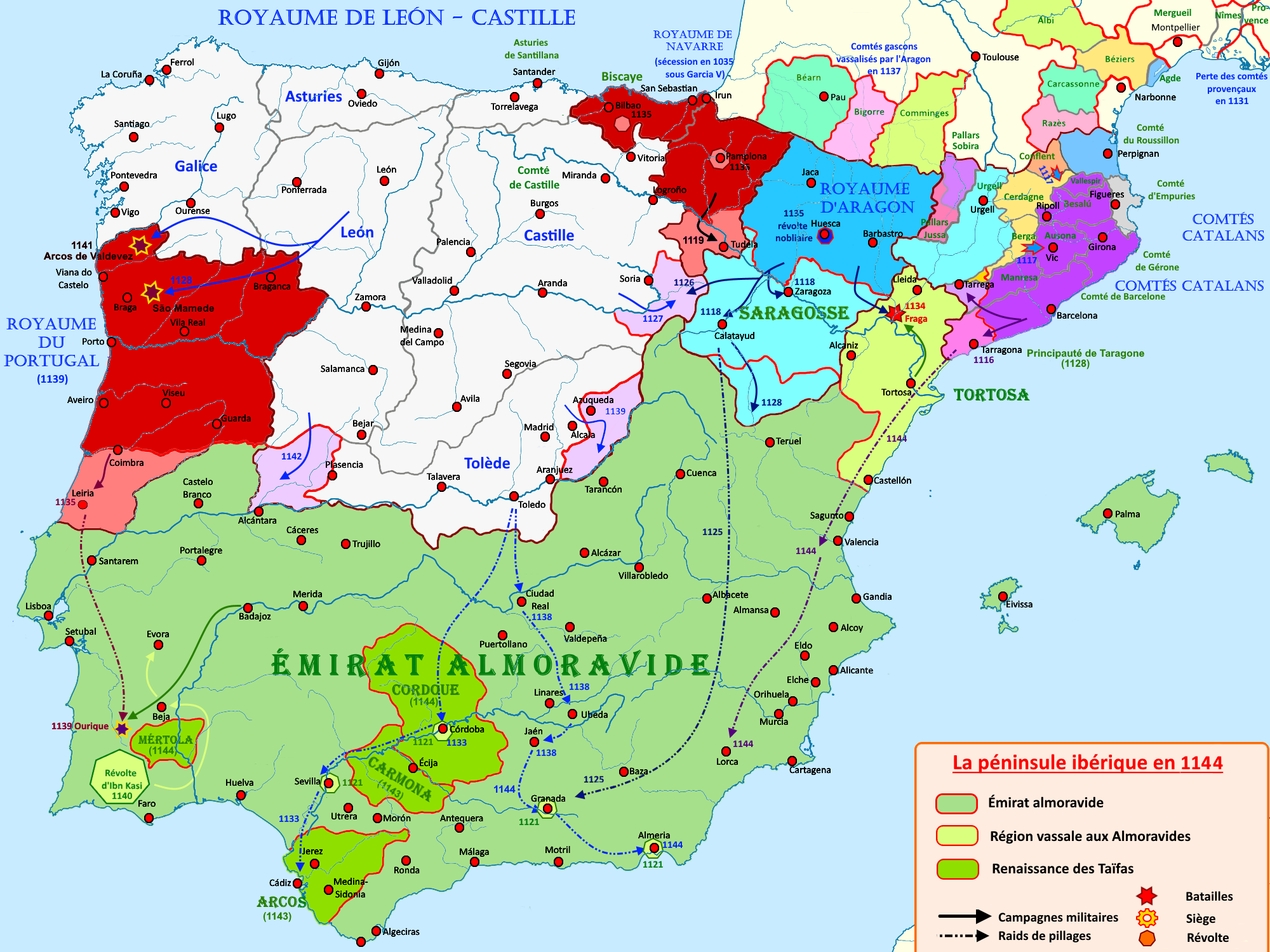
Iberische Halbinsel (1144)

### Kolonialzeitalter
Der Aufbau eines portugiesischen Kolonialreiches begann 1415 mit der Einnahme von Ceuta in Nordafrika. Im Laufe des 15. Jahrhunderts baute Portugal immer größere Schiffsflotten und begann unter dem Einfluss von Pionieren wie Heinrich dem Seefahrer die Welt außerhalb Europas zu erforschen und das erste globusumspannende Weltreich aufzubauen. Kastilien folgte diesem Beispiel Jahrzehnte später. In Asien und nach der Entdeckung Amerikas 1492 auch in Amerika konkurrierte Portugal mit Kastilien um Einfluss und die Kontrolle über Handelsrouten. Nach der ersten spanischen Reise von Christoph Kolumbus in die Karibik im Jahr 1492 begannen beide Staaten mit dem Erwerb von Gebieten in der Neuen Welt. Der Vertrag von Tordesillas (1494) teilte die Neue Welt zwischen Portugal und Kastilien auf. Infolge des Vertrags von 1494 erwarb Portugal seine potenziell wichtigste Kolonie, Brasilien (einen Großteil des südamerikanischen Kontinents), sowie eine Reihe von Besitzungen in Afrika und Asien, während Kastilien den Rest Südamerikas und einen Großteil des nordamerikanischen Kontinents sowie eine Reihe von Besitzungen in Afrika, Ozeanien und Asien, darunter die wichtige Kolonie der Philippinen, erhielt. Diese Demarkationslinie lag etwa auf halber Strecke zwischen den Kapverdischen Inseln (die bereits portugiesisch waren) und den Inseln, die Kolumbus auf seiner ersten Reise für Kastilien beanspruchte. Obwohl der Vertrag von Tordesillas eine Klärung der Gebietsansprüche anstrebte, waren noch viele weitere Verträge erforderlich, um die modernen Grenzen Brasiliens festzulegen, und der Vertrag von Saragossa von 1529 war notwendig, um die asiatischen Besitzungen abzugrenzen.

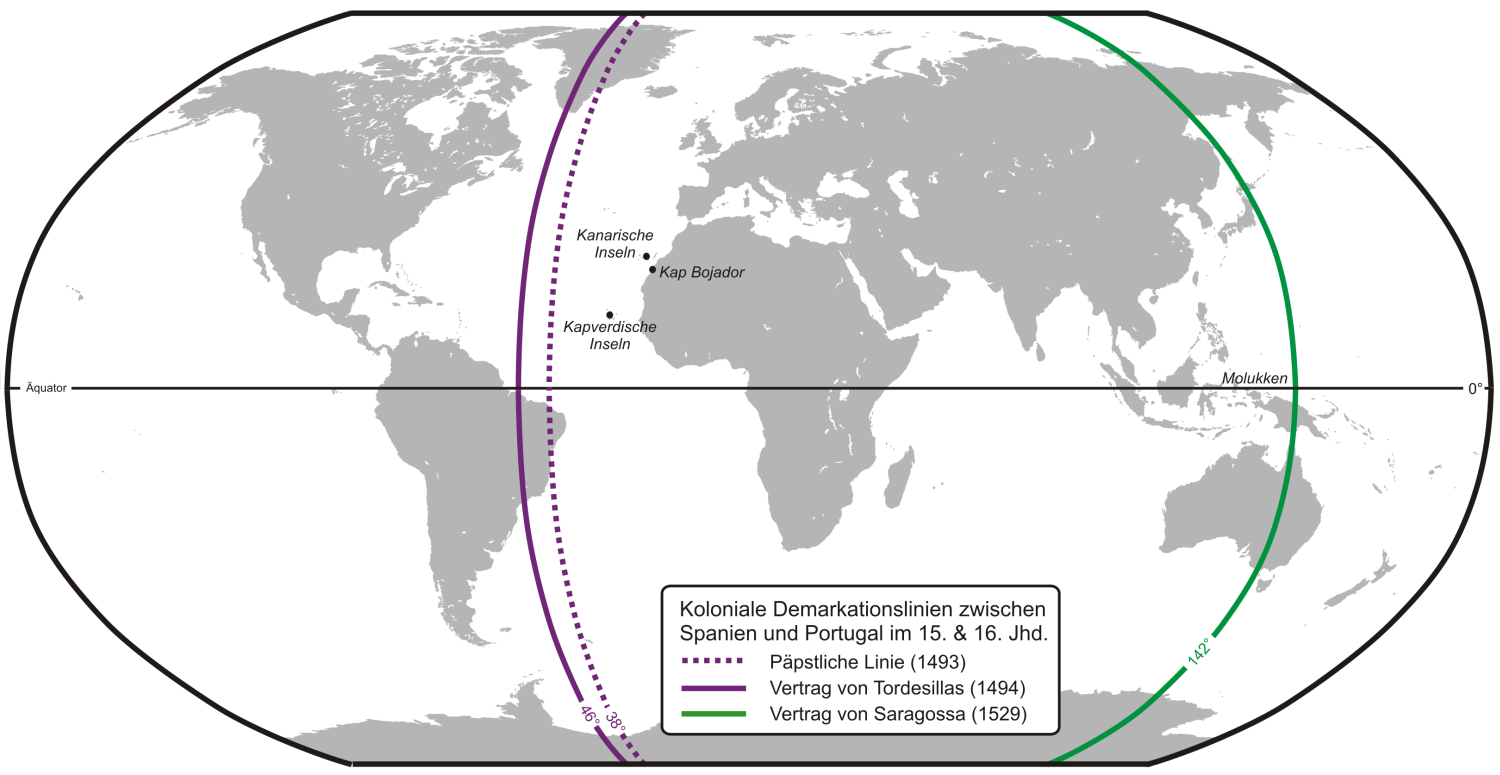
Aufteilung der Welt durch Spanien und Portugal
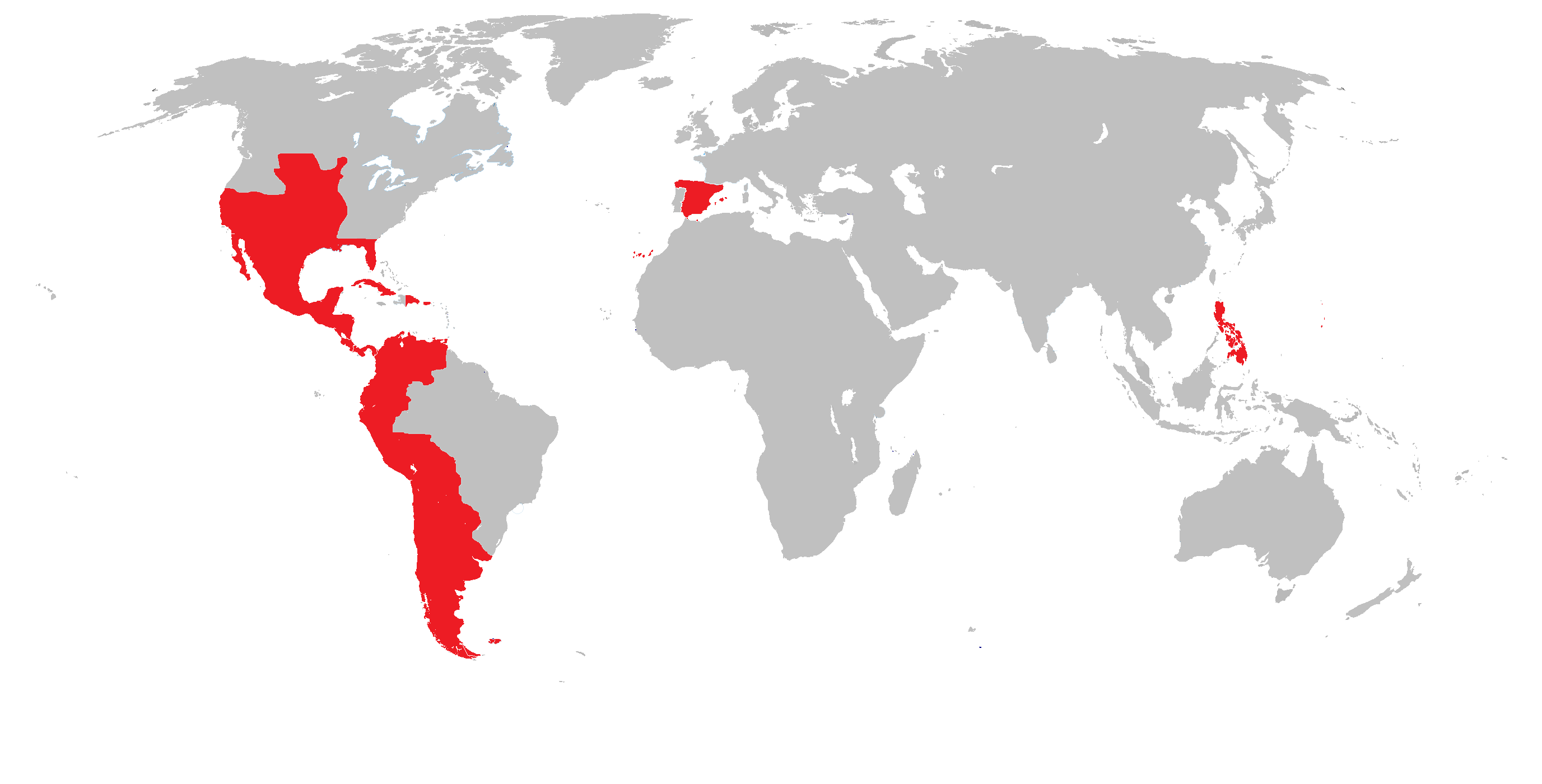
Spanische Kolonien
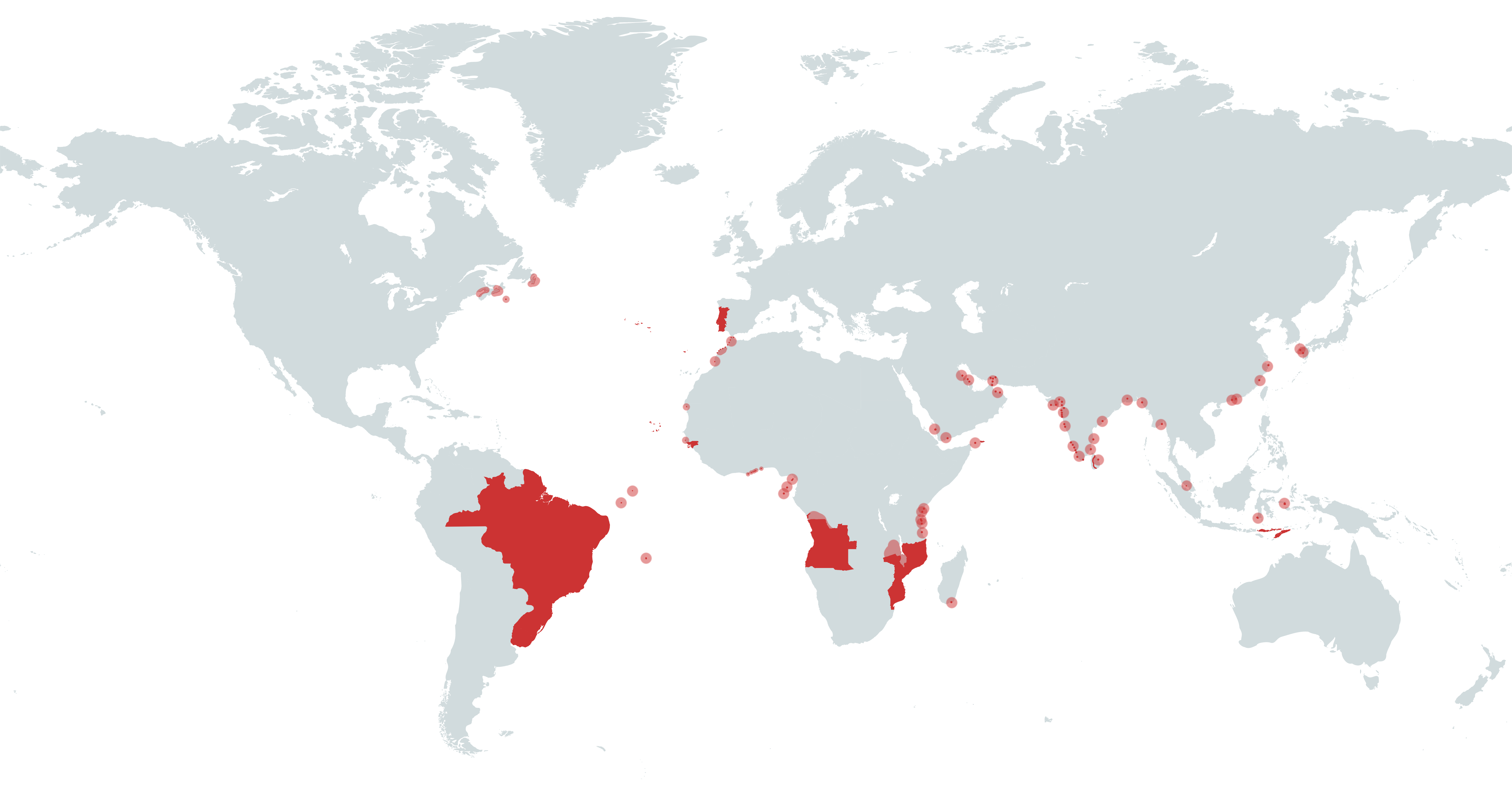
Portugiesische Kolonien

### Iberische Union
Nach der Einigung der Königreiche von Kastilien und Aragonien zu Beginn des 16. Jahrhunderts kamen Pläne auf, die gesamte iberische Halbinsel unter einem Herrscher zu vereinigen. Im Jahr 1578 starb König Sebastian von Portugal in der Schlacht von Alcácer Quibir. Da er keine Erben hatte, wurde sein Großonkel Heinrich von Portugal sein Nachfolger, der bis zu seinem Tod (31. Januar 1580) regierte. Auch Heinrich hatte keine Erben und sein Tod löste eine Thronfolgekrise aus, bei der Philipp II. von Spanien und António von Crato die Hauptanwärter auf den Thron waren. Nach dem spanischen Sieg im Portugiesischen Erbfolgekrieg wurde Philipp von Spanien 1581 zum König gekrönt, womit eine Personalunion zwischen den beiden Nationen begann, die als Iberische Union bekannt wurde. Beide Reiche waren damit zwar unter einem Herrscher vereint, blieben jedoch administrativ und verwaltungstechnisch getrennt. Das portugiesische Kolonialreich erlebte unter den spanischen Habsburgern einen Niedergang, auch da die historische Allianz Portugals mit Englands durch die Union gestört wurde. Auf den Weltmeeren geriet Portugal gegenüber den Niederländern in Bedrängnis, z. B. in Brasilien. Als die Spanier versuchten, die Macht innerhalb der Union zu zentralisieren, kam es zum Restaurationskrieg und Johann IV. aus dem Haus Braganza wurde 1640 vom portugiesischen Adel zum König gewählt. Mit verlustreichen Schlachten im Grenzland versuchte Spanien seine Herrschaft über Portugal wiederherzustellen, musste im Frieden von Lissabon (1668) allerdings das Haus Braganza als Könige des Nachbarn anerkennen.

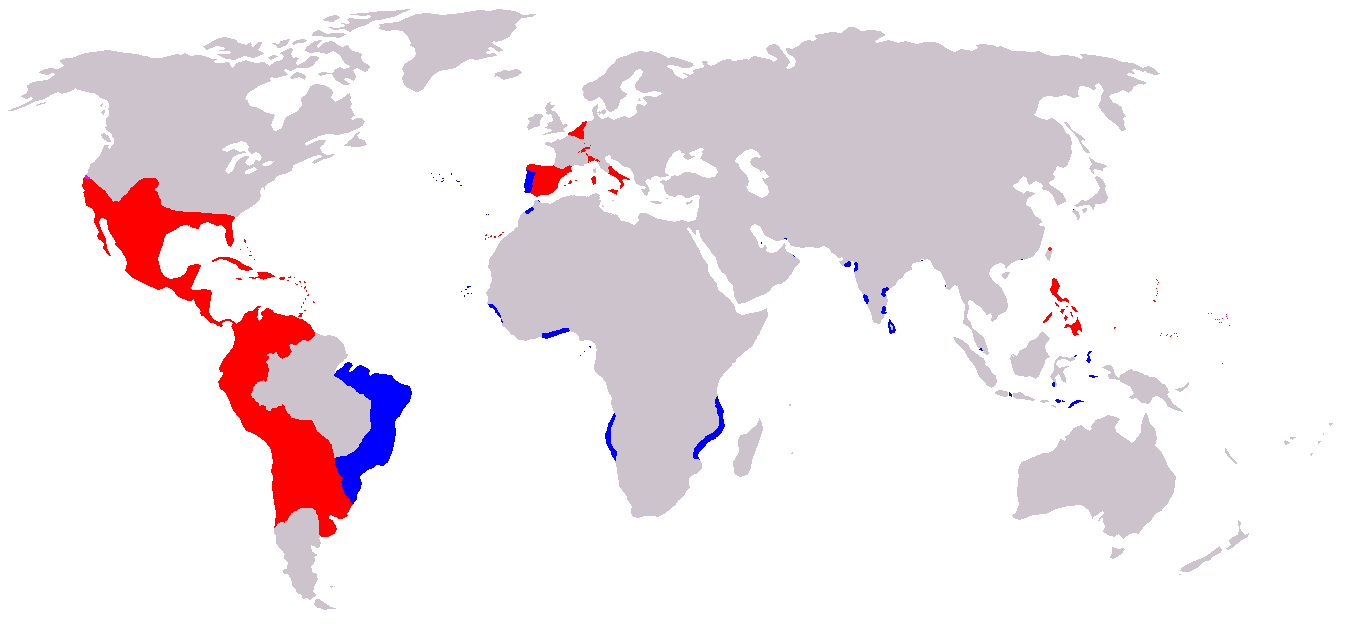
Iberische Union (1640) Gebiete Spaniens (rot) und Portugals (blau)

### 18. Jahrhundert
In den Kriegen des 18. Jahrhunderts, die von den Großmächten häufig zur Aufrechterhaltung des europäischen Gleichgewichts geführt wurden, standen Spanien und Portugal in der Regel auf entgegengesetzten Seiten. Die Portugiesen waren wieder mit England bzw. mit Großbritannien verbündet, während sich Spanien durch den Pacte de Famille mit Frankreich verbündete. Im Jahr 1762, während des Siebenjährigen Krieges, unternahm Spanien eine erfolglose Invasion in Portugal, welche von englisch-portugiesischen Truppen abgewehrt wurde. Das 18. Jahrhundert sah auch den voranschreitenden Niedergang von Portugal und Spanien als Weltmächte, auch wenn beide weiterhin große Kolonialgebiete kontrollierten. Es kam zu einem weiteren Spanisch-Portugiesischen Krieg 1776–1777 um die Herrschaft über Uruguay in Südamerika, den Spanien für sich entscheiden konnte.
Danach folgte eine Phase der Annäherung. Spaniens Premierminister José Moñino y Redondo, der „Graf von Floridablanca“, lockerte seine enge Gefolgschaft zu Frankreich, und Spanien schloss 1779 ein Bündnis mit Portugal, das als britischer Verbündeter zuvor mit Spanien verfeindet war. Gekrönt wurde diese Versöhnungsphase 1786 mit der Heirat der spanischen Prinzessin Charlotte Joachime von Spanien (eine Enkelin von König Karl III.) mit dem portugiesischen Thronfolger Johann.

### 19. Jahrhundert

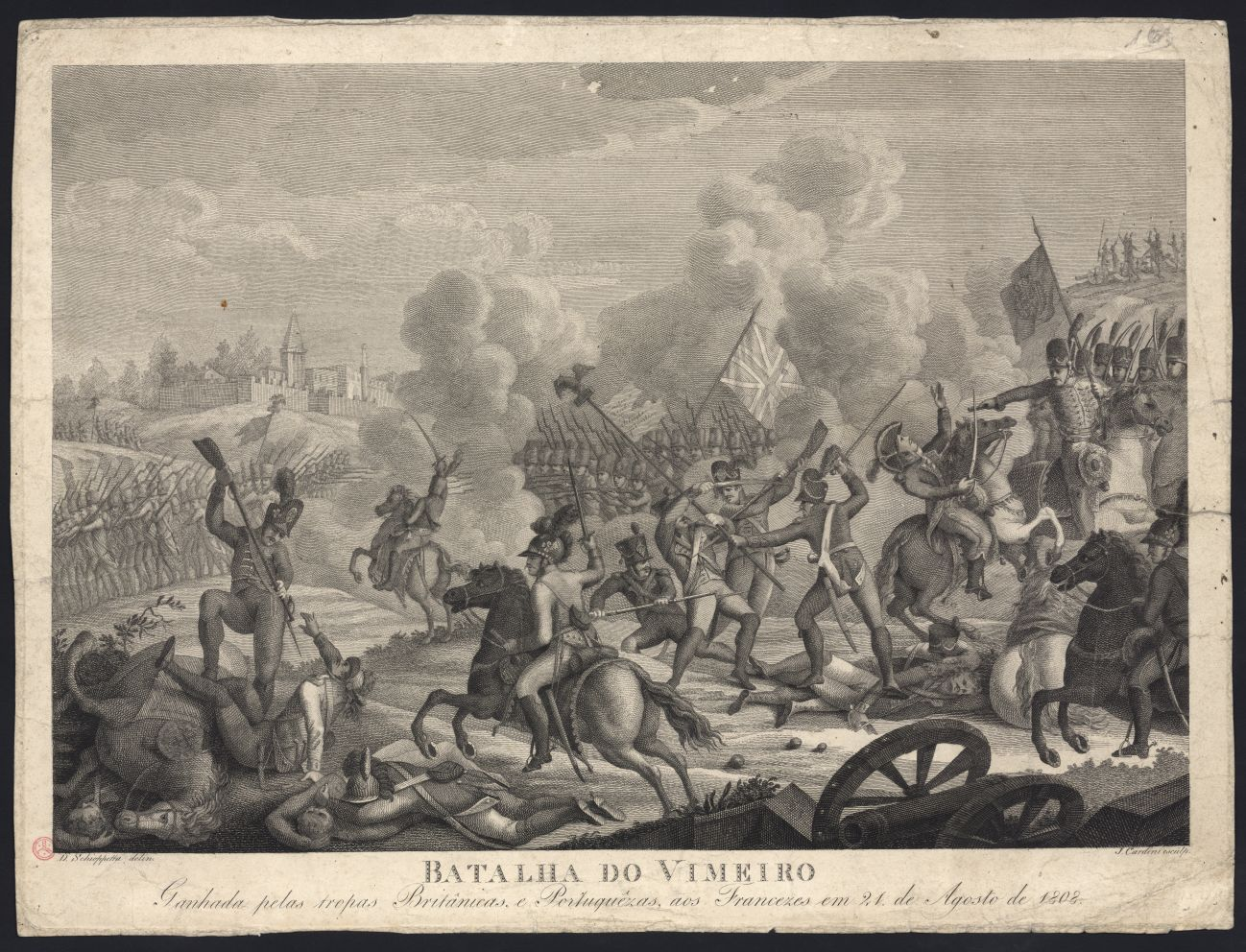
Zeitgenössische Gravur der Schlacht bei Vimeiro (1808): in den napoleonischen Invasionen kam es erstmals seit Jahrhunderten zu einem Bündnis zwischen Portugal und Spanien.

Der Orangen-Krieg war ein kurzer Konflikt im Jahr 1801, in dem spanische Streitkräfte auf Betreiben der französischen Regierung und mit Unterstützung des revolutionären Frankreichs in Portugal einmarschierten. Er war ein Vorläufer der Napoleonischen Kriege auf der Iberischen Halbinsel und führte im Vertrag von Badajoz zum Verlust portugiesischer Gebiete, insbesondere von Olivenza, und bereitete der späteren vollständigen Besetzung der iberischen Halbinsel durch französische Truppen den Weg. Im Jahr 1807 marschierten der spanische König und seine französischen Verbündeten in Portugal ein, wobei sie eine Route durch spanisches Gebiet benutzten. Die Franzosen beschlossen jedoch, beide Länder anzuschließen, stürzten den spanischen König und versuchten mehrfach, das Königreich Portugal zu erobern, dessen Königsfamilie sich 1808 durch Flucht in die portugiesische Kolonie Brasilien in Sicherheit brachte. Spanier und Portugiesen verbündeten sich daraufhin zum ersten Mal seit Jahrhunderten wieder und vertrieben die Franzosen 1813 mit der Unterstützung einer britischen Armee unter Sir Arthur Wellesley nach einem langen, brutalen und siegreichen Guerillakrieg aus den beiden Ländern. Spanien und Portugal verloren kurz nach dem Ende der Napoleonischen Kriege ihre amerikanischen Kolonien, was ihre globale Macht stark schwächte.

### Seit dem 20. Jahrhundert

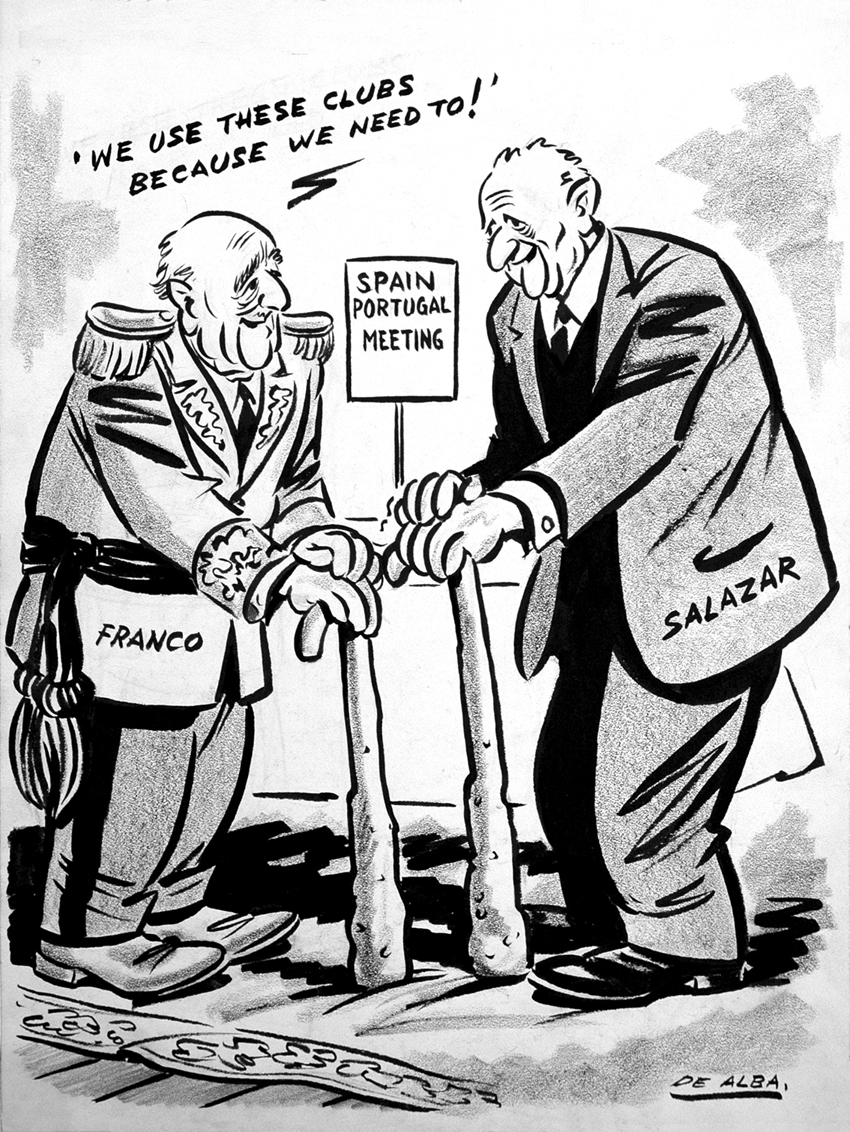
„The old men of Iberia“, US-amerikanische Karikatur zum Pakt der beiden alten Diktatoren Salazar (Portugal) und Franco (Spanien), 1960er Jahre.

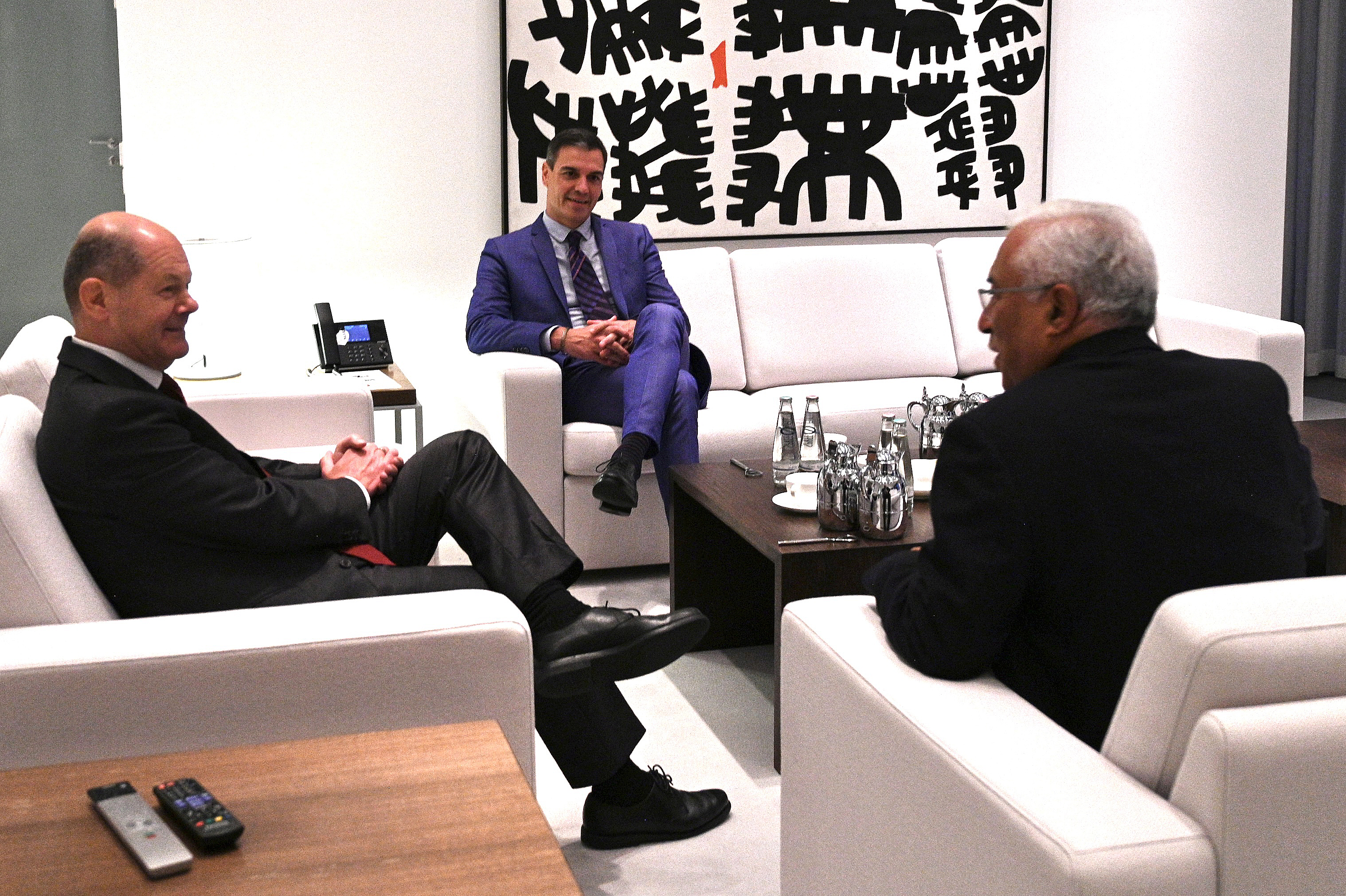
Pedro Sánchez und António Costa mit Bundeskanzler Olaf Scholz im Bundeskanzleramt 2022: Portugal und Spanien haben häufig ähnlich orientierte Regierungen und pflegen heute in vielen Fragen eine gemeinsam abgestimmte Politik.

Mit ihrem Verlust der meisten Kolonialgebiete und der anhaltenden wirtschaftlichen Unterentwicklung wurde im 20. Jahrhundert klar, dass beide Staaten der iberischen Halbinsel den Anschluss an die Moderne verloren hatten. In den 1930er Jahren entstanden in beiden Ländern ähnliche rechtsgerichtete, autoritäre und nationalistische Regime, die als Klerikalfaschistisch bezeichnet wurden. In Portugal errichtete António de Oliveira Salazar 1933 seinen Estado Novo. 1936 begann Francisco Franco eine Rebellion gegen die spanische Regierung, und nach drei Jahren Bürgerkrieg triumphierten seine Nationalisten. Salazar unterstützte im Bürgerkrieg Franco und die portugiesische Legion Viriato kämpfte auf Seite Francos. Salazar und Franco wurden enge Verbündete und schlossen im März 1939 den Iberischen Block als gegenseitigen diplomatischen Pakt. Beide betonten regelmäßig ihre Gemeinsamkeiten, auch wenn sie auf Unabhängigkeit bedacht waren und beide blieben im Zweiten Weltkrieg neutral, auch wenn Spanien sich enger an NS-Deutschland anlehnte. Auch Portugal unterhielt Kontakte zu den Nazis und belieferte es mit vielen wichtigen Rohstoffen wie Wolfram. Aufgrund des Bündnisses, das Portugal im 14. Jahrhundert mit England geschlossen hatte, belieferte es auch Großbritannien mit allen möglichen Produkten im Krieg. Später im Krieg stimmte das Regime des Estado Novo der Verpachtung der Azoren als Stützpunkt für alliierte Operationen in Europa zu, an denen auch Hitler interessiert war.
Der Zweite Weltkrieg ging 1945 zu Ende und mit dem Sieg der Alliierten wurde eine neue Ordnung in Europa geschaffen. Portugal und Spanien waren zwar keine demokratischen Staaten, aber da Portugal als Gründungsmitglied der NATO angehörte, war es weniger isoliert als Spanien, das aufgrund seiner engen Beziehungen zu den Achsenmächten während des Zweiten Weltkriegs nicht der NATO beitreten durfte. Der NATO-Beitritt Portugals warf Fragen hinsichtlich seines Pakts mit Spanien auf, der jedoch weitergeführt und verlängert wurde. Beide Staaten blieben in der Frühphase des Kalten Krieges enge Verbündete gegen den Kommunismus, die autoritäre Regierungsweise behinderte jedoch ihre europäische Integration. 1974 wurde die Diktatur des Estado Novo durch die Nelkenrevolution beendet. Diese gab auch Impulse für die Demokratisierung Spaniens im Jahre 1975 nach dem Tod von Francisco Franco. Nach der Demokratisierung wurde der vorherige Iberische Pakt durch ein am 22. November 1977 unterzeichnetes Freundschafts- und Kooperationsabkommen ersetzt. Die beiden Staaten gaben ihren verbliebenen Kolonien die Unabhängigkeit, liberalisierten ihre Volkswirtschaften und begannen mit dem Prozess der Bewerbung um die Mitgliedschaft in der Europäischen Wirtschaftsgemeinschaft (EWG). 1986 traten sie zusammen der EWG bei, dem Vorgänger der heutigen Europäischen Union. Spanien konnte nach der Demokratisierung 1982 außerdem seinen Beitritt zur NATO nachholen.
Im Rahmen der Europäischen Union etablierten beide Länder exzellente Beziehungen. Diese engen Beziehungen wurden besonders durch ähnliche Regierungen gefördert, wie die konservativen Regierungen von José María Aznar und José Manuel Barroso und die sozialdemokratischen Regierungen von José Luis Rodríguez Zapatero und José Sócrates sowie von Pedro Sánchez und António Costa. Die Eurokrise ab 2010 traf beide Länder schwer und sorgte in Madrid und Lissabon für große Unzufriedenheit mit der von den Nordeuropäern verordneten Austeritätspolitik, die als kontraproduktiv und bevormundend empfunden wurde. In Reaktion darauf kam es ab 2016 zu den jährlichen Treffen der EU-Südstaaten. Am 28. Oktober 2021 unterzeichneten Portugal und Spanien anlässlich des 32. iberischen Gipfels in Trujillo zwischen den Regierungen von Pedro Sánchez und António Costa einen neuen Freundschafts- und Kooperationsvertrag, der den 1977 unterzeichneten Vertrag erneuert (wenn auch nicht aufhebt).

## Diplomatie
Portugal hat eine Botschaft in der spanischen Hauptstadt Madrid. Daneben unterhält es Generalkonsulate in Barcelona und Sevilla und ein Vizekonsulat in Vigo, dazu Honorarkonsulate in Badajoz, Bilbao, Cáceres, Ceuta, A Coruña und Las Palmas de Gran Canaria.
Spanien hat eine Botschaft in Lissabon und ein Generalkonsulat in Porto, dazu Honorarkonsulate in Ponta Delgada, Funchal, Leiria, Sines, Elvas und ein Vize-Honorarkonsulat in Portimão.

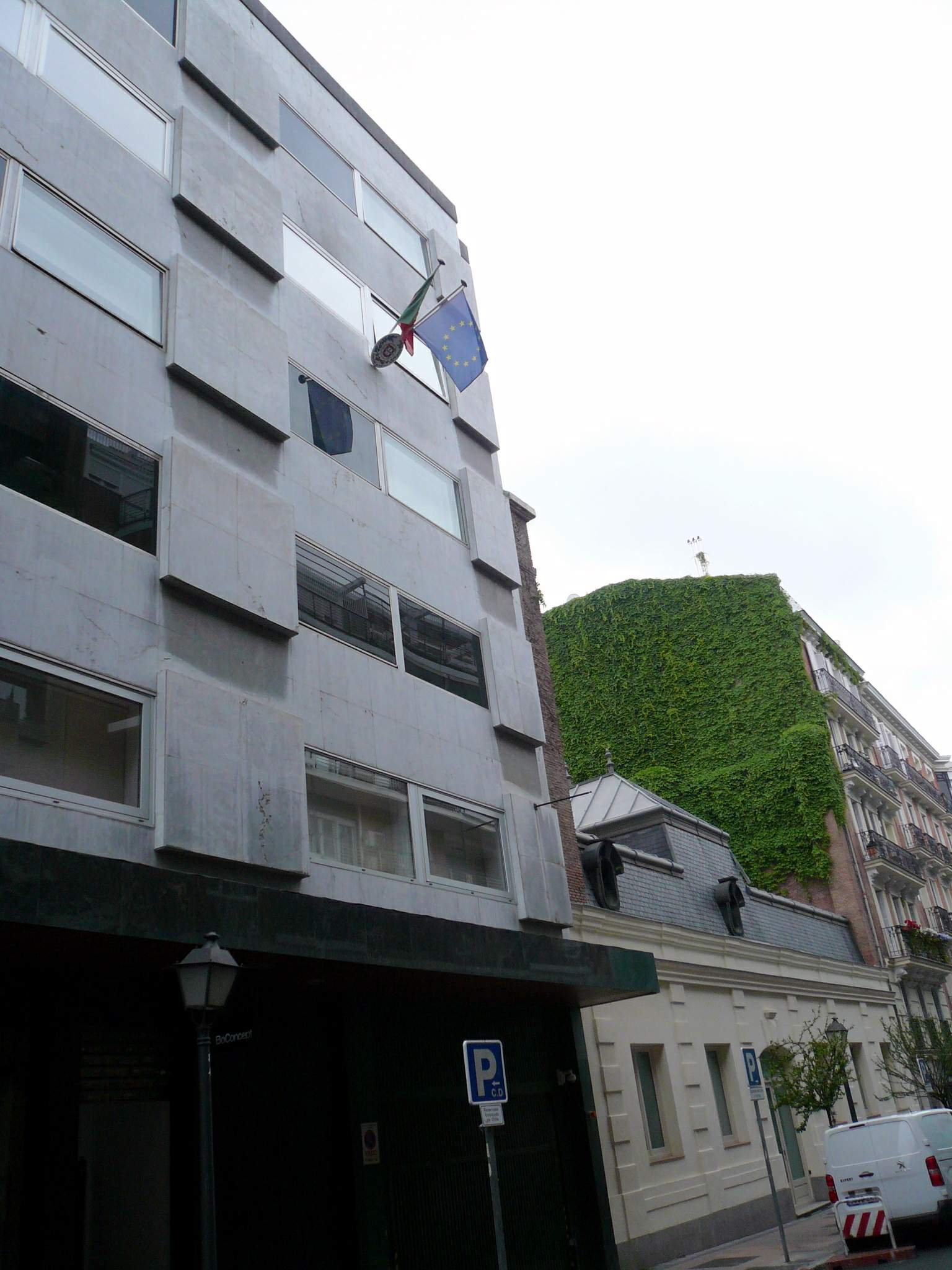
Portugiesische Botschaft in Madrid
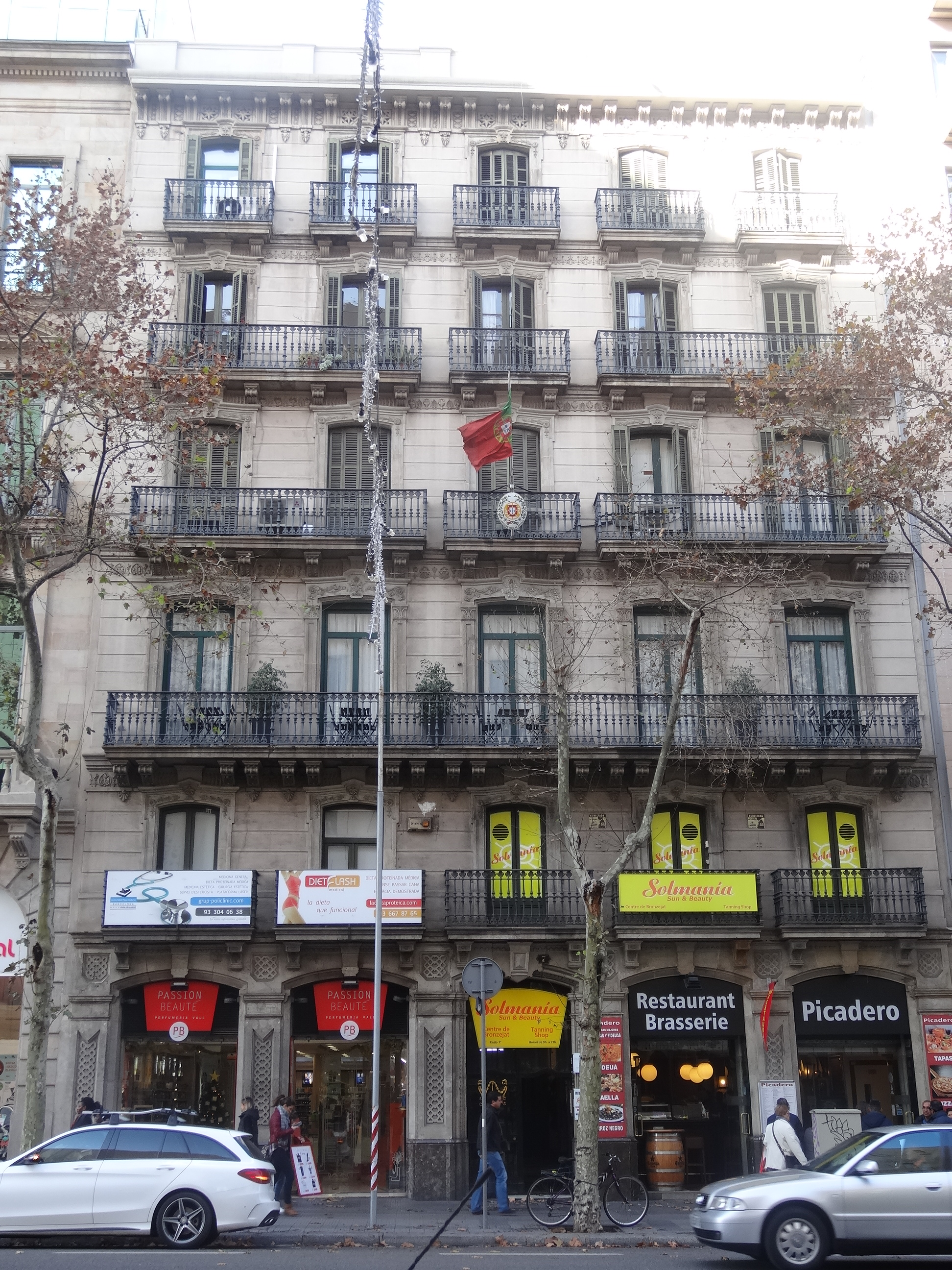
Portugiesisches Generalkonsulat in Barcelona
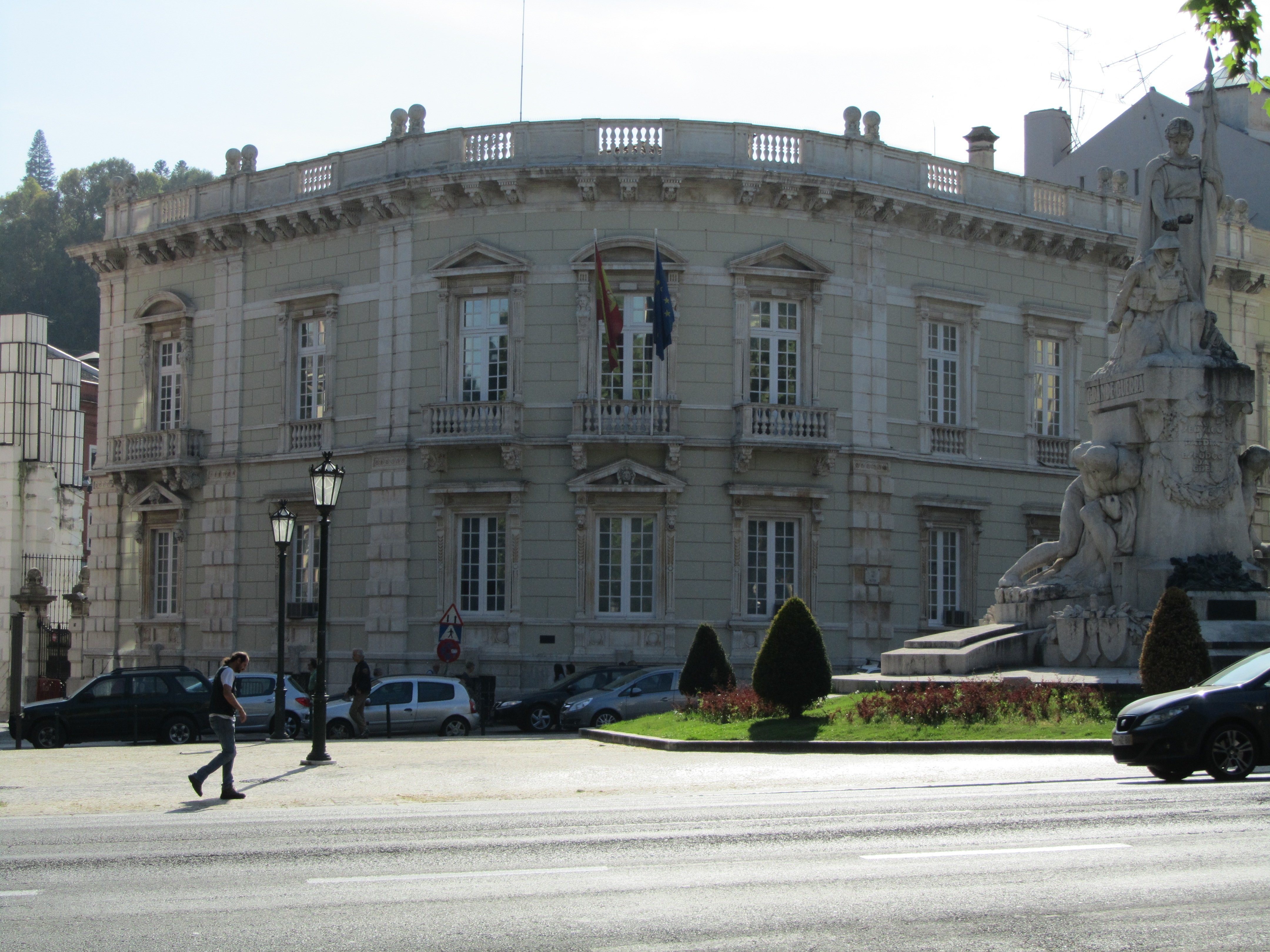
Spanische Botschaft in Lissabon

## Partnerstädte

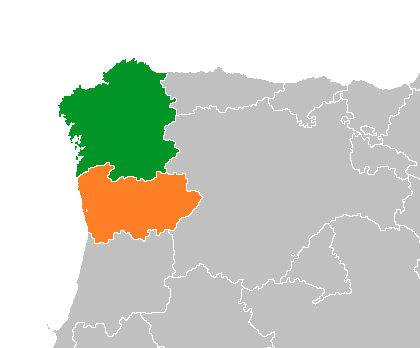
Die Euroregion Galicia-Norte: viele der portugiesisch-spanischen Städtefreundschaften sind ein Resultat des historischen, bis heute engen galicisch-nordportugiesischen Kulturraums.

Die erste portugiesisch-spanische Städtefreundschaft entstand 1959 zwischen dem nordportugiesischen Matosinhos und dem galicischen Vilagarcía de Arousa. Auch die nächsten Partnerschaften gingen nordportugiesische und galicische Kommunen ein, bis im Zuge der EWG-Beitritte beider Länder 1986 (heute EU) und der folgenden Europäischen Integration eine Vielzahl weiterer Gemeinden und Kreise aus den verschiedenen Regionen beider Länder Freundschaftsabkommen trafen. Ein bedeutender Anteil davon geht weiterhin auf den gemeinsamen galicisch-portugiesischen Kulturraum zurück. Bisher sind 95 portugiesisch-spanische Gemeindepartnerschaften entstanden oder werden angebahnt (Stand 2017).

## Migration
Im Jahr 2022 waren in Spanien 98.874 portugiesische Staatsbürger gemeldet, von denen 93.621 in Portugal geboren sind. In den portugiesischen Konsulaten waren im selben Jahr 121.617 Portugiesen und mit Portugal verbundene Personen eingeschrieben. Insgesamt waren in Spanien im Jahr 2023 knapp 195.000 Portugiesen mit Dokumenten gemeldet, was jedoch eine Vielzahl Situationen beinhaltet, auch die vielen täglich grenzüberschreitenden Pendler. Die Summe ihrer Rücküberweisungen von Spanien nach Portugal belief sich auf 122,45 Mio. Euro.
In Portugal waren im Jahr 2021 insgesamt 18.546 spanische Staatsbürger gemeldet, über alle Landesteile verteilt, wobei mit Abstand die meisten (8.522) im Distrikt Lissabon registriert waren, gefolgt von 1.760 im Distrikt Porto und 1.673 an der Algarve (Distrikt Faro). Die täglich von Spanien nach Portugal pendelnden Arbeitnehmer sind hierbei nicht erfasst. Die Rücküberweisungen 2021 nach Spanien betrugen 11 Mio. Euro.

## Kulturbeziehungen

### Sprache

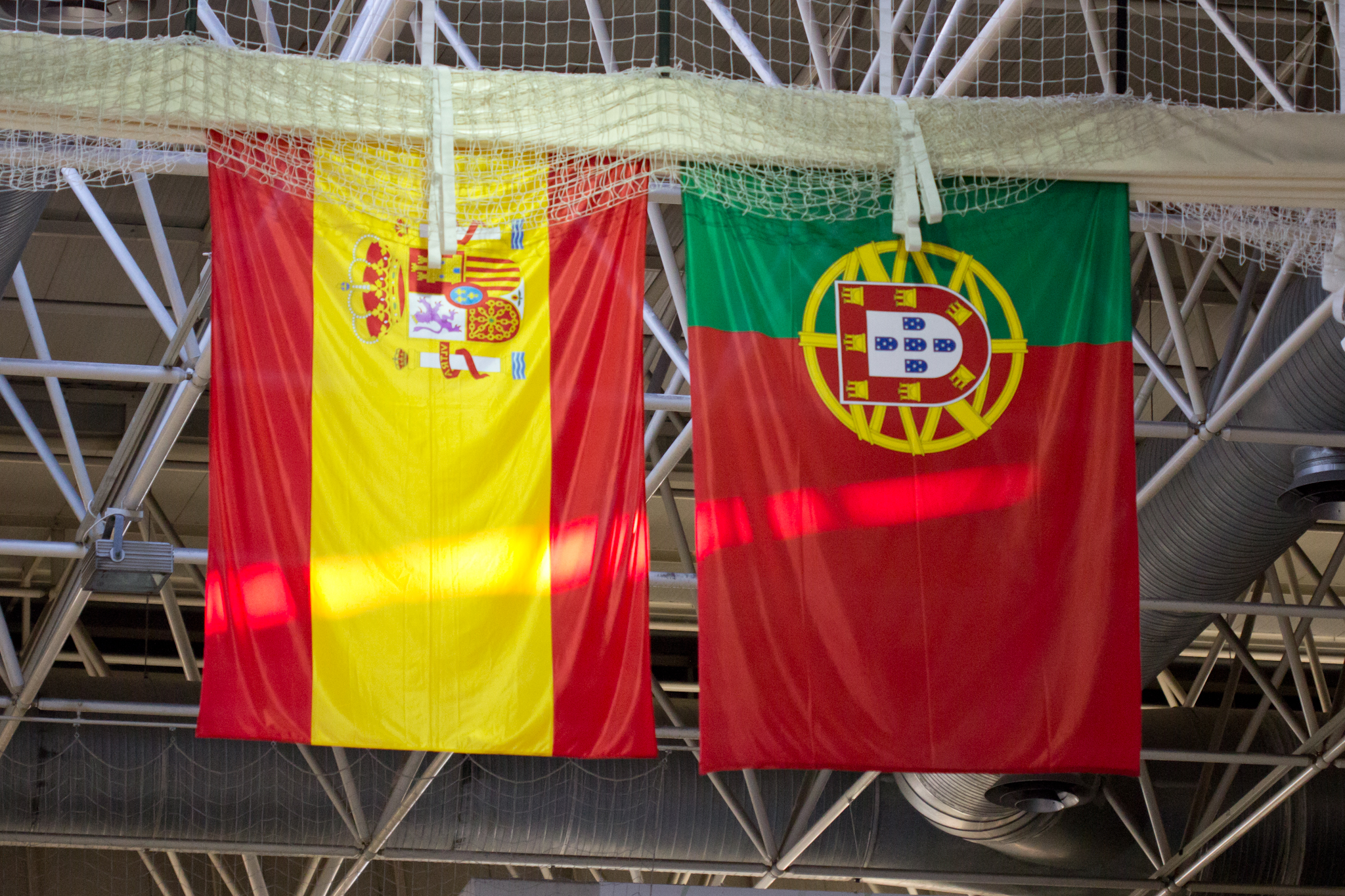
Die Flaggen von Spanien und Portugal bei einem Volleyballspiel

Trotz zahlreicher Gemeinsamkeiten, die auf gemeinsamen lateinisch-romanischen und römisch-katholischen Wurzeln beruhen, bestehen zwischen Portugal und Spanien wesentliche Unterschiede in den Bereichen Kultur, Architektur, Küche und Nationalcharakter. Im Vergleich von Spanisch und Portugiesisch sind beide Sprachen zwar begrenzt gegenseitig verständlich, es bestehen jedoch bedeutende Unterschiede in der Aussprache. Eine besondere Ähnlichkeit weist das Portugiesische mit dem Galicischen auf, das in der nordwestspanischen Region Galicien gesprochen wird, der spanischen Region mit der größten kulturellen und sprachlichen Ähnlichkeit zu Portugal (siehe Galicisch-portugiesische Sprache). Die wiederholten Versuche Spaniens, sein Nachbarland zu kontrollieren, hat bei den Portugiesen den Wunsch geweckt, eine gewisse Distanz zum großen Nachbarn zu wahren und die eigene Identität zu betonen. Das Spanische ist deshalb auch nicht sehr weit als Fremdsprache in Portugal verbreitet und eine Gleichsetzung beider Sprachen und Kulturen gilt als unhöflich.

### Institutionen
Das portugiesische Kulturinstitut Instituto Camões ist in Spanien vielfältig vertreten, darunter ein Kulturzentrum an seinem spanischen Hauptsitz im galicischen Vigo, Sprachzentren in Barcelona, Cáceres, Madrid und Vigo, und einer Vielzahl akademischer Kooperationen und Lektoraten an mindestens zwölf Universitäten und Kooperationen für Portugiesischunterricht.
Sein spanisches Pendant, das Instituto Cervantes, unterhält eine Niederlassung in Lissabon und Kooperationen zum Spanischunterricht.

### Literatur

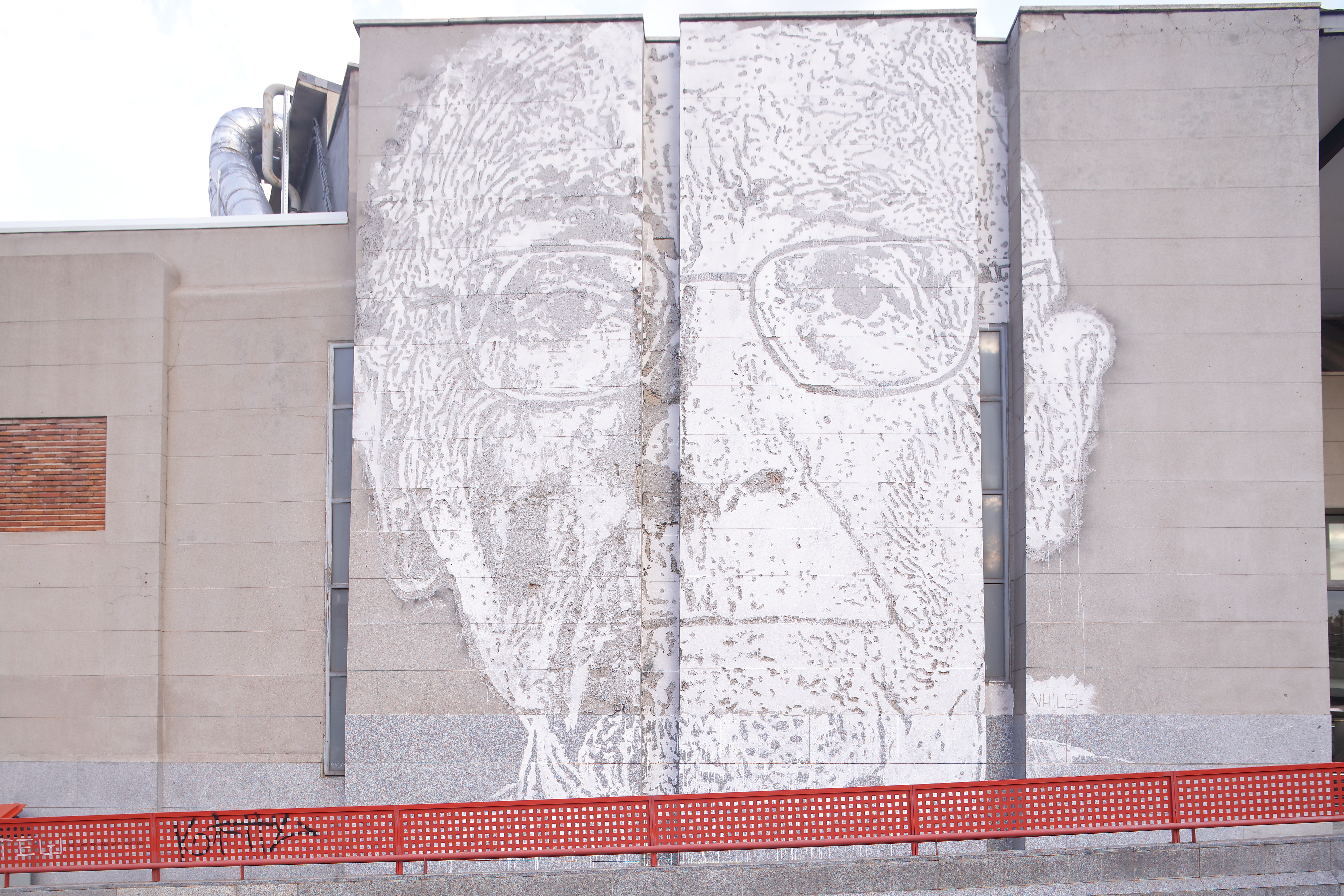
Mural für Jose Saramago des Streetart-Künstlers Vhils an der Universität Madrid

## Wirtschaft

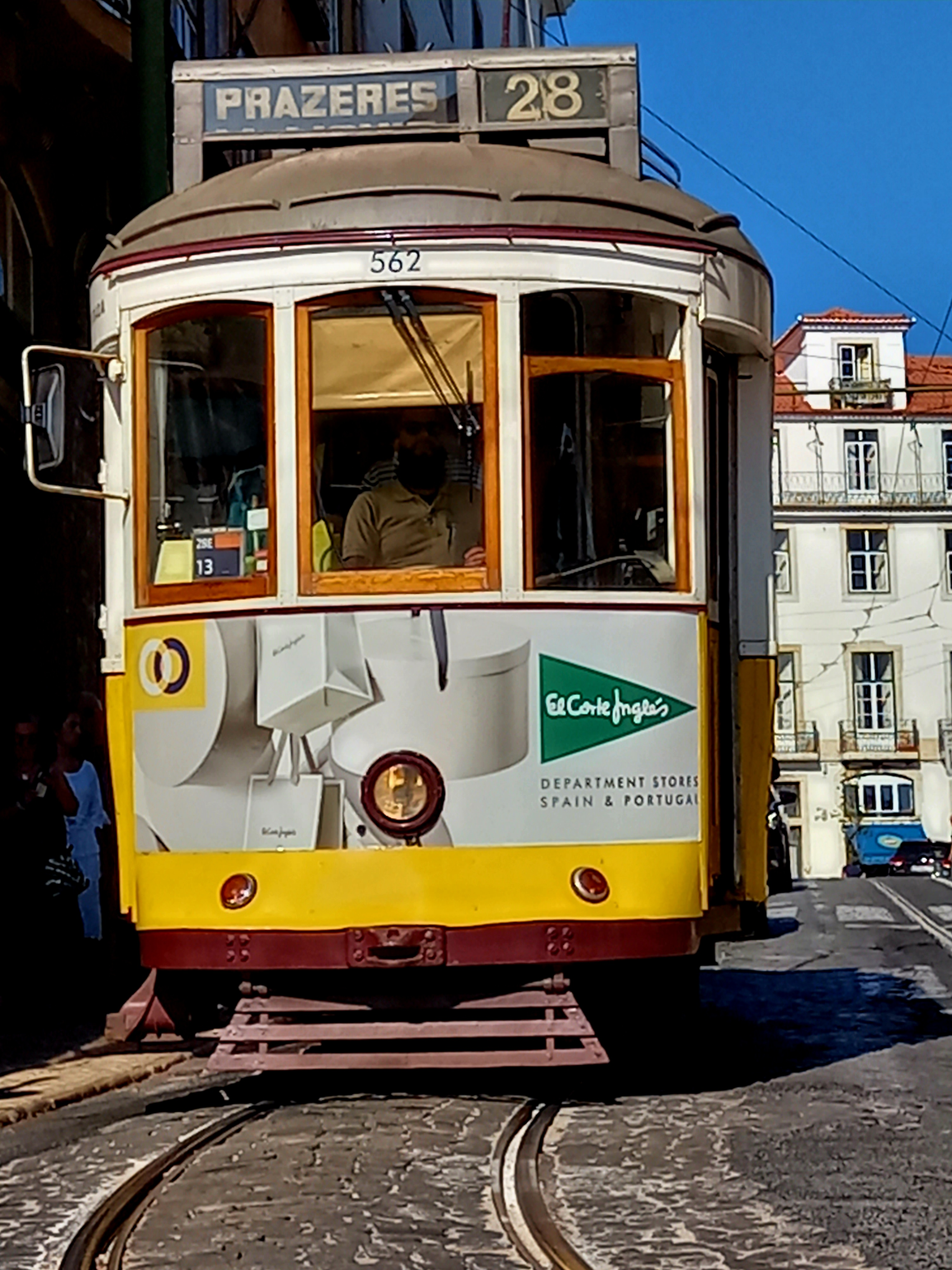
Werbung für die spanische Warenhauskette El Corte Inglés auf einem Wagen der bekannten Linie 28E der Straßenbahn Lissabon: spanische Unternehmen sind in Portugal in vielen Bereichen sehr präsent.

Beide Länder gehören der Eurozone und dem Europäischen Wirtschaftsraum an. Spanien und Portugal verbinden eine Reihe wirtschaftlicher Gemeinsamkeiten, wie ein Fokus auf den Dienstleistungssektor und den Tourismus. Sie wurden auch beide von der europäischen Schuldenkrise ab 2010 getroffen, auch wenn sich ihre Wirtschaft in den 2020er Jahren inzwischen erholt hat. Zwischen beiden Ländern besteht ein gemeinsamer Strommarkt und beide Länder arbeiten eng beim Ausbau erneuerbarer Energien in der Grenzregion zusammen, darunter auch bei grünem Wasserstoff. Während Portugal jedoch Atomkraft ablehnt, betreibt Spanien sieben Kernkraftwerke, darunter mit Almaraz eines vergleichsweise nah an Portugal, was dort immer wieder zu Unmut führt.
Beide Länder wollen ihre Grenzregionen durch Infrastrukturprojekte noch besser verbinden.
Das bilaterale Handelsvolumen lag 2022 bei 55,5 Milliarden Euro (2000 lag es noch bei 17 Milliarden). Damit ist Spanien für Portugal der mit Abstand wichtigste Handelspartner, und der Handel mit Spanien hat einen Anteil von fast einem Viertel (23 Prozent) am Bruttoinlandsprodukt Portugals. Spanien ist auch der führende ausländische Investor im Land. Für Spanien stand Portugal im Jahr 2022 mit 34,9 Mrd. Euro an dritter Stelle der Hauptexportländer, zusammen mit Großbritannien und nach Frankreich und Deutschland. Bei den Importen stand Portugal nicht unter den fünf wichtigsten Partnerländern.
Im Jahr 2023 exportierte Portugal Waren und Dienstleistungen im Wert von 25,097 Mrd. Euro nach Spanien, von wo 39,29 Mrd. Exporte nach Portugal gingen. Daraus ergab sich ein weiter auf 64,39 Mrd. gestiegenes bilaterales Handelsvolumen, mit einem Handelsbilanzüberschuss von über 14 Mrd. Euro zu Gunsten Spaniens, was traditionell in ihren Wirtschaftsbeziehungen der Fall ist.

## Grenze zwischen beiden Staaten

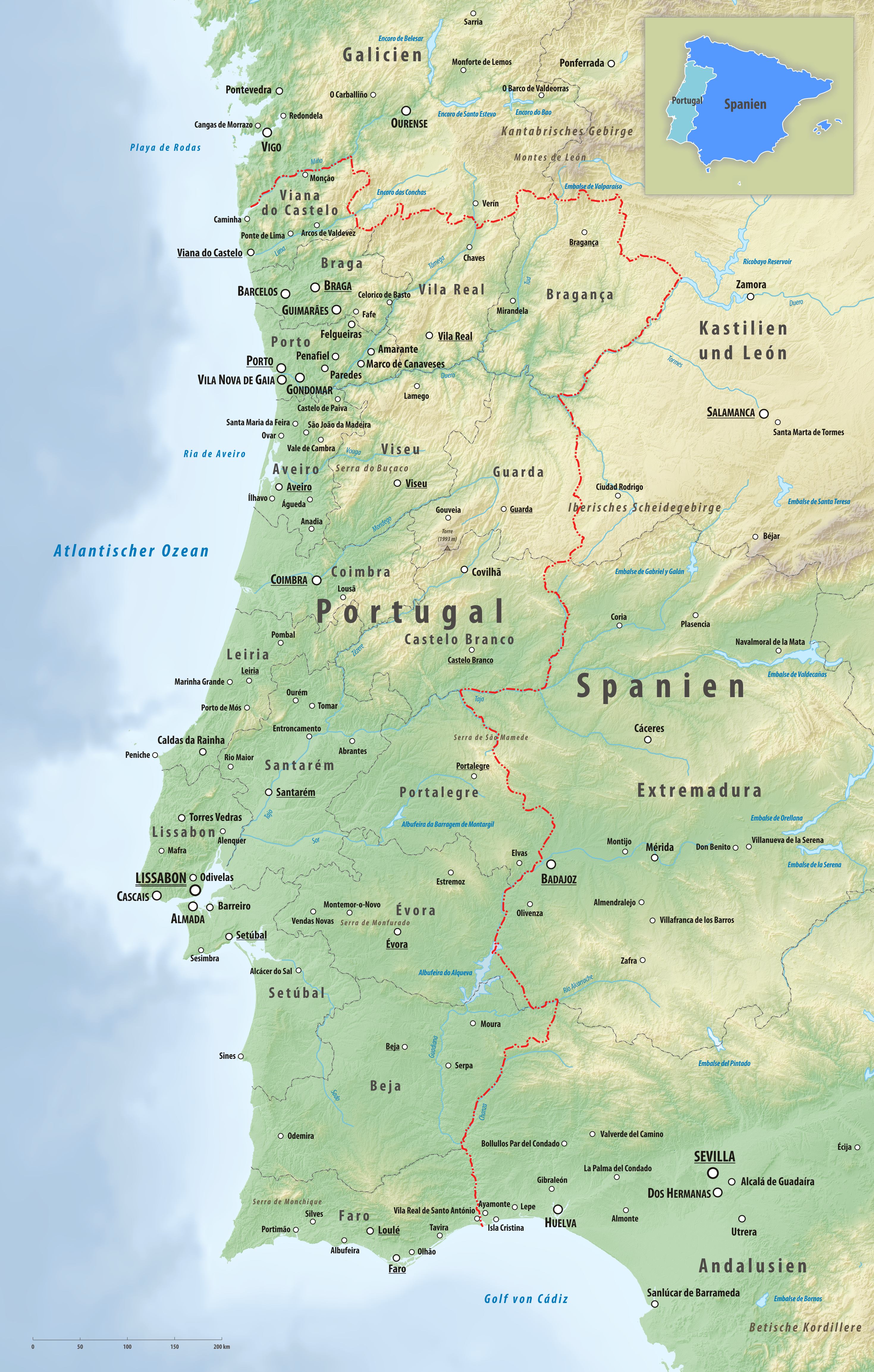
Grenzverlauf Portugal-Spanien

Beide Länder haben eine knapp 1200 Kilometer lange Grenze, welche nahezu identisch mit der im Vertrag von Alcañices (1297) festgelegten Grenze ist. Da beide Länder Teil des Schengen-Raums sind, gibt es keinerlei Grenzkontrollen mehr. An der portugiesisch-spanischen Grenze gibt es einen ungelösten Territorialstreit um die Gemeinde Olivenza (portugiesisch: Olivença) und die kleinere Gemeinde Táliga, die beide derzeit als Teil der spanischen Provinz Badajoz in der autonomen Gemeinschaft Extremadura verwaltet werden. Olivenza stand seit 1297 ununterbrochen unter portugiesischer Souveränität, bis es 1801 von Spanien besetzt und später im selben Jahr durch den Vertrag von Badajoz offiziell von Portugal abgetreten wurde. Spanien beansprucht die rechtliche Souveränität über Olivenza mit der Begründung, dass der Vertrag von Badajoz immer noch gilt und nie widerrufen wurde.
Portugal beansprucht dagegen die Souveränität über Olivenza/Olivença mit der Begründung, dass der Vertrag von Badajoz durch seine eigenen Bestimmungen aufgehoben wurde (die besagten, dass die Verletzung eines seiner Artikel zu seiner Annullierung führen würde). Dies sei einerseits erfolgt, als Spanien 1807 in Portugal einmarschierte, und vor allem andererseits weil Spanien 1815 die Bestimmungen des Wiener Kongresses akzeptierte, der Olivenza nach Ansicht Portugals als portugiesisches Gebiet anerkennt.
Es gibt auch Unklarheiten hinsichtlich des genauen Verlaufs der ausschließlichen Wirtschaftszonen beider Staaten. So im Gebiet der Ilhas Selvagens. Im Laufe der Jahre haben die portugiesischen Behörden in diesem Gebiet einige spanische Fischerboote und deren Besatzung wegen illegalen Fischfangs beschlagnahmt.

## Mögliche Vereinigung beider Länder

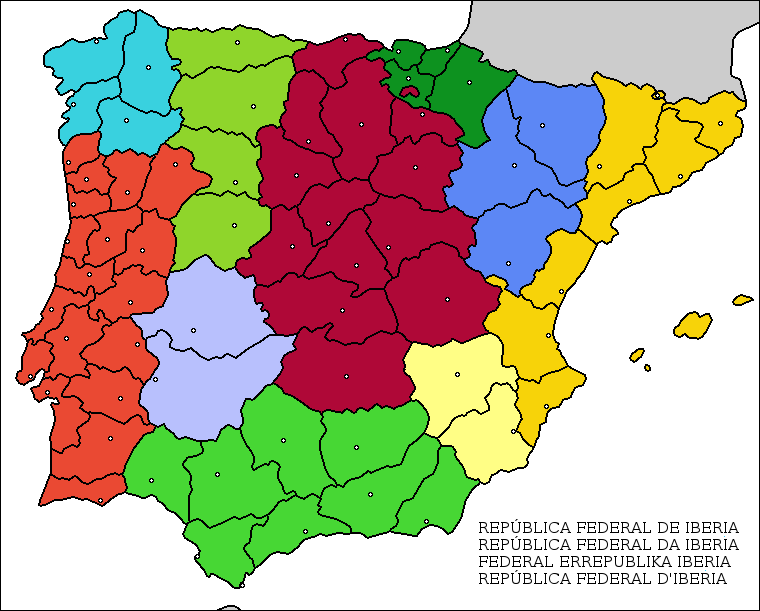
Privater Vorschlag für eine Bundesrepublik Iberien: die paniberische Idee regt immer wieder Phantasien und Diskussionen auf der Halbinsel an. Bislang jedoch konnte noch kein Vorstoß eine annähernd ernstzunehmende politische Dimension erreichen.

Vorschlag einer Landkarte von Anhängern der Portugaliza-Idee.

Die Vereinigung der Iberischen Halbinsel wurde über Jahrhunderte mit militärischen und diplomatischen Mitteln versucht, scheiterte jedoch immer. Einer Umfrage aus dem Jahre 2007 zufolge würden nur 40 % der Spanier und nur 30 % der Portugiesen einen solchen Zusammenschluss befürworten. Zuvor hatte der portugiesische Literaturnobelpreisträger José Saramago für Diskussionen gesorgt, als er sich für ein gemeinsames Land Iberien aussprach, also einen gleichberechtigten Zusammenschluss von Portugal und Spanien. Er befand sich damit 2007 zwar in einer Reihe mit mehreren Literaten aus verschiedenen Epochen und aus fast allen Teilen der Iberischen Halbinsel, doch zeigte sich eine überwiegende Ablehnung bis hin zur Empörung in der portugiesischen Öffentlichkeit, zu groß sind die Bedenken, dass Portugal in einem spanisch dominierten Iberien seine eigene Identität verlieren und zu einer bedeutungslosen Provinz Spaniens würde.
Galicien
Eine andere Idee ist der Anschluss der Region Galicien an Portugal, um den Westen Iberiens zu vereinen, welche allerdings auf beiden Seiten politisch nicht ernsthaft verfolgt wird. Die Idee ist vor allem unter dem Begriff Portugaliza bekannt, und es gibt unter der galicischen Bevölkerung, die auch eine lange Geschichte der Migration nach Portugal und gemeinsame keltische Wurzeln kennt, mal stärkere und mal schwächere Sympathien für einen Anschluss an Portugal. Insbesondere die Regionen Nordportugal und Galicien fühlen sich kulturell, sprachlich und historisch eng verbunden und pflegen einen regen vielfältigen Austausch, jedoch werden wirtschaftliche oder kulturelle grenzüberschreitende Initiativen von der spanischen Zentralregierung argwöhnisch betrachtet, und auch die Euroregion Nordportugal-Galizien erfährt nur kommunale und regionale, aber kaum zentralstaatliche Unterstützung. Politisch gibt es keinerlei Initiative zu einer Annäherung oder gar möglichen Vereinigung, aber in anderen Bereichen äußert sich die galicisch-portugiesische Verbundenheit immer wieder. So kam aus Kreisen der Anhängerschaft des galicischen Fußballvereins Celta Vigo im November 2023 erneut eine frühere Forderung auf, den spanischen Erstligabetrieb zu verlassen und in der portugiesischen Primeira Liga anzutreten. Die galicische Zeitung Nós Diario startete daraufhin eine Umfrage, in der sich über 90 % für einen Wechsel ins nähere Portugal und nur weniger als 7 % für einen Verbleib in der spanischen Liga aussprachen.
Seit 2009 bilden der portugiesische Nationalpark Peneda-Gerês und der galicische Baixa Limia e Serra do Xurés Parque Natural ein gemeinsames Biosphärenreservat der UNESCO.
Im Dezember 2022 fand im nordportugiesischen Porto eine Demonstration zur Verbundenheit zwischen Galicien und Portugal statt, und Musiker beiderseits der Grenze kooperieren häufig, portugiesische Musiker treten regelmäßig in Galicien auf, und Musiker aus Galicien spielen und veröffentlichen häufig in Portugal.

## Streitpunkte

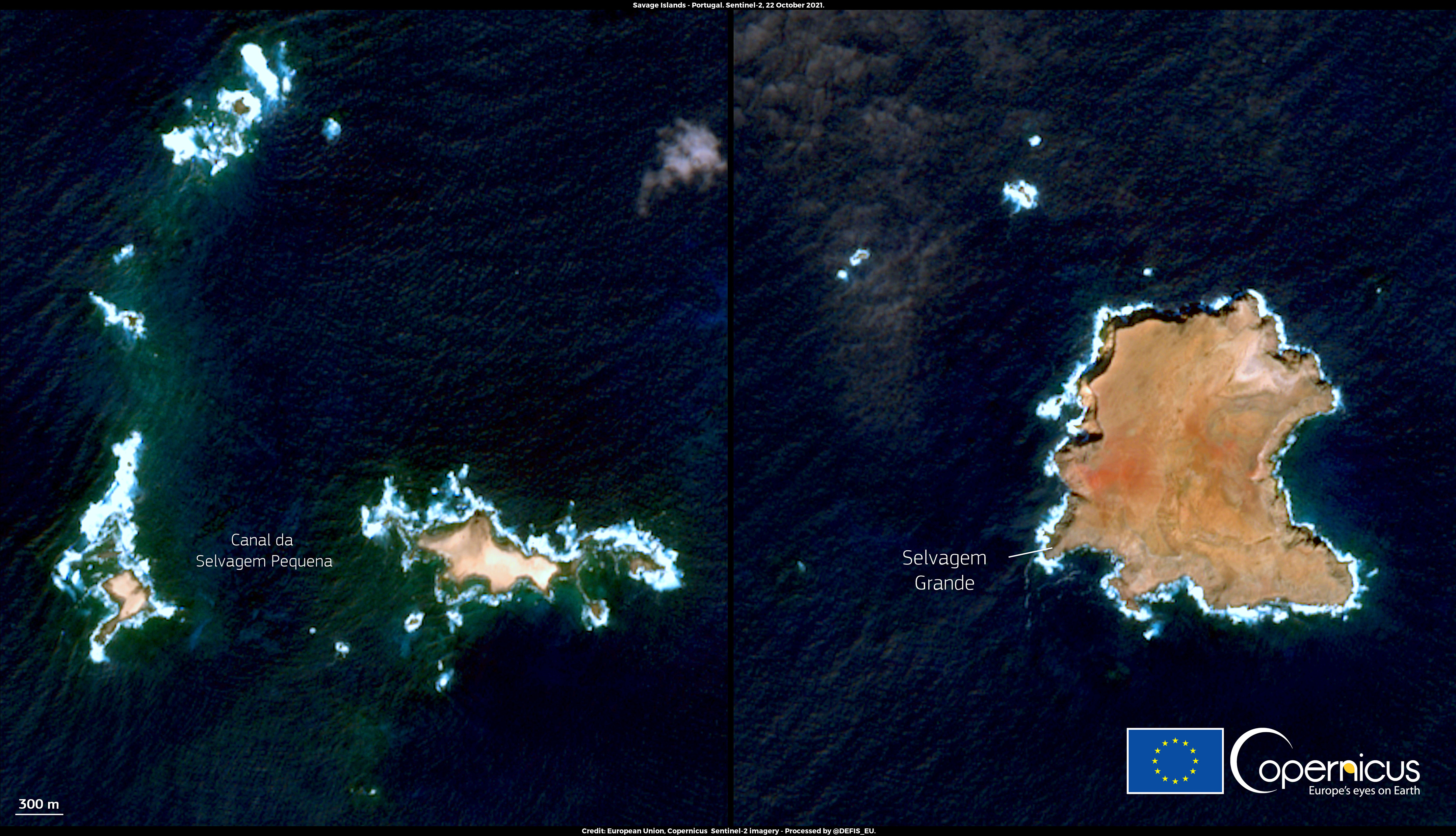
Aufnahme der portugiesischen Ilhas Selvagens des europäischen Copernicus Erdbeobachtungsprogramms: die kleinen Inseln sind ein anhaltender Streitpunkt zwischen Portugal und Spanien.

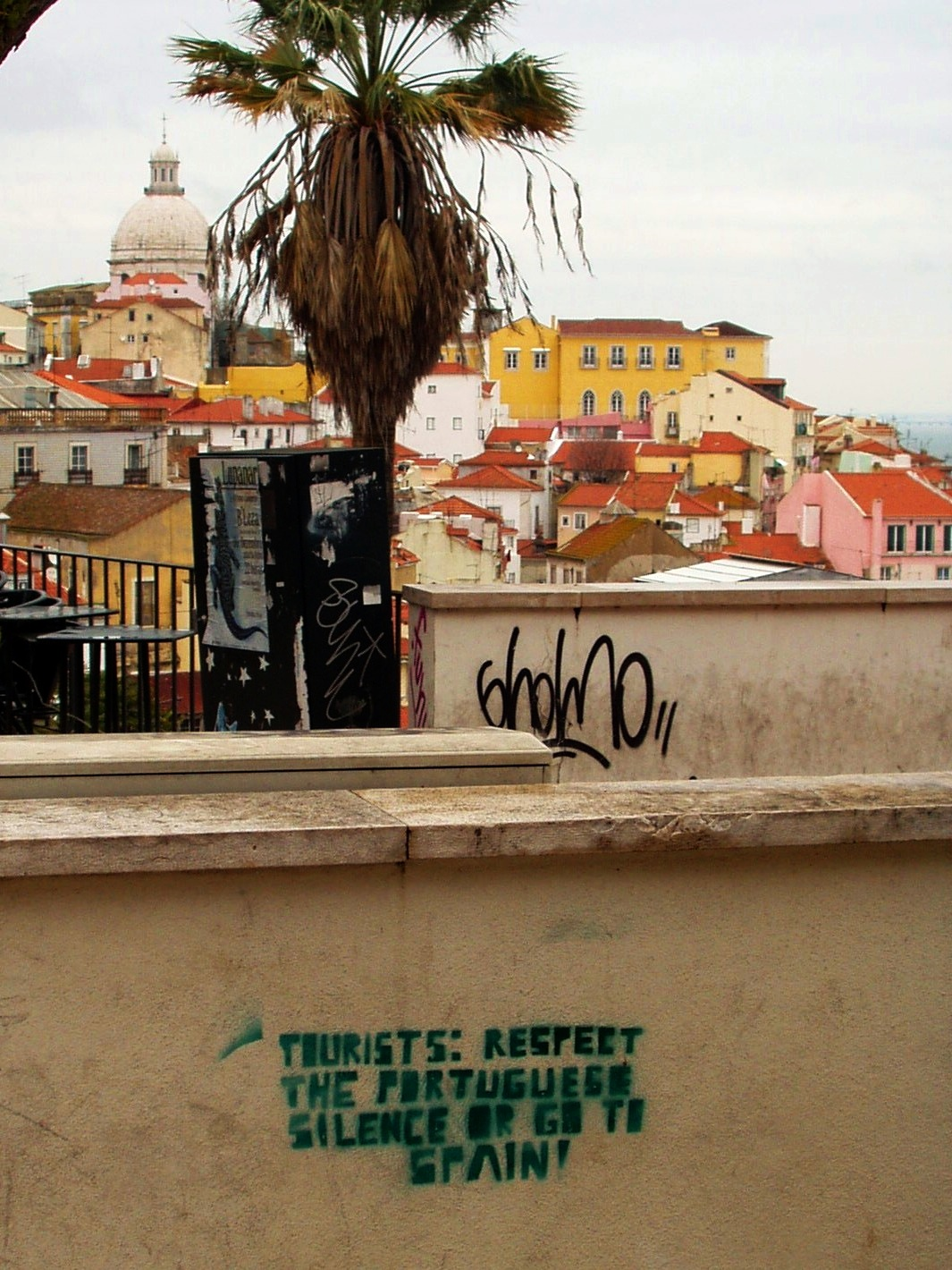
Stencil-Graffiti in Lissabon: Spanier sind die bei weitem größte Touristengruppe in Portugal, gelten dort aber häufig als laut und überheblich. („Tourist, respektiere die portugiesische Ruhe oder gehe lieber nach Spanien“)

### Fischerei
Bei aller heutiger Freundschaft und Partnerschaft in ihren zwischenstaatlichen Beziehungen bestehen zwischen Portugal und Spanien auch heute noch ungeklärte Fragen bis hin zu offenen Unstimmigkeiten, etwa in der Fischerei, wo die größeren spanischen Fangflotten vor den portugiesischen Küsten vor allem in Nordportugal und den Atlantikinseln tätig sind und teils legal, teils aber auch widerrechtlich in Konkurrenz mit den portugiesischen Booten treten und dort zur Überfischung der Bestände beitragen. So trat am 1. Januar 2022 ein neues bilaterales Fischereiabkommen in Kraft, das die 1986 geschlossene Vereinbarung ersetzt und für eine bessere Regulierung der gegenseitigen Fischerei in ihren Hoheitsgewässern sorgen soll.

### Flüsse
Ein weiterer anhaltender Konfliktpunkt ist die Süßwassernutzung. Vier der fünf größten Flüsse Portugals entspringen in Spanien und machten schon vor langen Jahren Vereinbarungen zur Wassernutzung und Verschmutzung nötig. Die gegenseitigen Vorwürfe beinhalteten in der Vergangenheit die Klagen der Portugiesen über oft übermäßige Wasserentnahme oder auch Verschmutzung durch die Nachbarn, die dabei auch die ersten Übereinkünfte von 1864 verletzten. Die portugiesisch-spanische Albufeira-Konvention vom 30. November 1998 regelte die Angelegenheit zunächst, bis im weiteren Verlauf neue Vorwürfe von spanischer Seite aufkamen, insbesondere aus der Intensivlandwirtschaft in Andalusien, dass den Portugiesen ein unverhältnismäßiger Anteil an der Wassernutzung zugestanden worden sei und in Trockenzeiten durch feste Mengen statt prozentualen Anteilen für sie zu wenig Wasser bliebe. Im Zusammenhang mit immer geringeren regionalen Durchschnittsniederschlägen bei gleichzeitig steigendem Wasserbedarf der wachsenden Bereiche Landwirtschaft und Tourismus musste die Regierung der autonomen Gemeinschaft Andalusien immer häufiger immer größere Unterstützung für ihre Landwirte aufbringen. Es verstärken sich seither immer wieder die spanischen Forderungen, ein neues, für die spanische Seite vorteilhafteres Abkommen auszuhandeln. Auch der portugiesische Alqueva-Stausee, der als einer der größten künstlichen Seen Europas enorme Wassermengen an der Grenze zu Südspanien enthält, die aber für den wasserarmen Süden Portugals existenziell sind, weckt immer wieder Begehrlichkeiten auf spanischer Seite. Zwischen 2017 und 2020 kam es zudem zu gegenseitigen Vorwürfen rund um den Tajo/Tejo. Während der Trockenheit ließ die spanische Seite zu wenig Wasser nach Portugal durch, dann aber öffnete sie die Reservoirs, um die Verpflichtungen aus dem Abkommen doch noch zu erfüllen. Die plötzlichen Wassermassen sorgten für Schäden in Landwirtschaft und Umwelt in Portugal. In der Folge mahnte die portugiesische Seite eine kontinuierliche Vertragserfüllung an, während die spanische Seite sich seitdem Forderungen nach Neuverhandlungen des Vertrages ausgesetzt sieht. Auch am Duero/Douro kommt es immer wieder zu Problemen, weil spanische Landwirte die eigenen Wasserbehörden zur Ansammlung des knappen Wassers für ihre Bedürfnisse drängen, die dann den vertraglichen Ansprüchen nicht oder dann nur übereilt mit großen Mengen freigegebenen Wassers entsprechen, was beides für teils große wirtschaftliche und ökologische Schäden auf portugiesischer Seite führt, insbesondere im Alto Douro, dem seit 1756 weltweit ersten herkunftsgeschützten und seit 2001 als UNESCO-Welterbe eingetragenen Weinbaugebiet.

### Gebietsansprüche
Auch gegenseitige territoriale Ansprüche bestehen zwischen beiden Ländern. So ist seit etwa 200 Jahren die Hoheitsfrage von Olivenza ungelöst: der Ort und sein Umland wird bis heute von Portugal beansprucht, das sich rechtlich und historisch im Recht sieht, was entgegen historischer Zusagen aber schon lange von Spanien abgestritten wird. Dagegen erhebt Spanien seinerseits immer wieder Ansprüche auf die Ilhas Selvagens, eine kleine, unbewohnte Inselgruppe, die 1438 von Portugals Seefahrern entdeckt wurde und seither zu Portugal gehört, heute Teil der Autonomen Region Madeira. Das mit dem ersten Europäischen Diplom für geschützte Gebiete ausgezeichnete Naturschutzgebiet wurde in der Vergangenheit immer wieder von Spanien beansprucht, das die größere Nähe zu seinen Kanarischen Inseln (ca. 165 km entfernt) als zum portugiesischen Madeira (ca. 250 km entfernt) anführt und die Seegrenze dazwischen diskutiert. Seit 2013 erhebt Spanien zwar keinen Anspruch mehr auf die Inseln, sondern stellt nur noch die alleinige portugiesische Hoheit infrage, unternimmt aber weiterhin Provokationen wie spanische Flüge über das Naturschutzgebiet 2007 zur Untermauerung seiner Forderungen. Immer wieder kommt in Spanien die Diskussion um diese Inseln auf, so dass seit 2024 auf spanischen Antrag hin erneut in den zuständigen UN-Gremien über die Frage der Seegrenze beraten wird.

### Kernenergie
Zu den weiteren Streitpunkten zählt das spanische Kernkraftwerk Almaraz, dessen Laufzeit verlängert wurde und das verhältnismäßig nah an Portugal liegt, wo man Atomkraft ablehnt und sich ganz seiner fortgeschrittenen Energiewende zugewandt hat. Almaraz, das 1983 in Betrieb genommen wurde und eigentlich bereits seit 2010 vom Netz genommen werden sollte, löst immer wieder Ängste und Ablehnung auf portugiesischer Seite aus, die nochmal verstärkt wurden, als 2017 bekannt wurde, dass Spanien nicht nur die Laufzeit für Almaraz ein weiteres Mal verlängern möchte, sondern auch ein Atommüll-Zwischenlager bei Almaraz, also wieder in der Nähe zur portugiesischen Grenze bauen will.

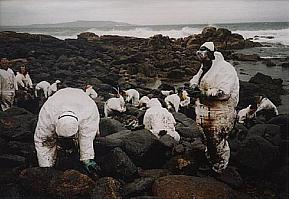
Freiwillige bei Säuberungsarbeiten an der galicischen Küste nach dem Tankerunglück der Prestige 2002.

### Umweltkatastrophe 2002
Zu einigem Unmut kam es auch, als beim verheerenden Unfall des Öltankers Prestige vor der galicischen Küste 2002 die spanischen Behörden dem havarierten Schiff am 18. November 2002 die Einfahrt in einen spanischen Hafen verweigerten, um ein Ölunglück in eigenen Gewässern und Häfen zu verhindern. Stattdessen ließen sie den Tanker von einem Schiff der Spanischen Marine südlich Richtung portugiesische Hoheitsgewässer schleppen, wo erst ein Schiff der Portugiesischen Marine die Weiterfahrt vor die portugiesische Küste verhindern konnte und es zur Umkehr zwang. Der kurz später auseinandergebrochene Tanker verlor seine 77.000 Tonnen Schweröl dann hauptsächlich vor der nordspanischen Küste, wenngleich auch an der nordportugiesischen Küste danach einige schwere Folgen wie verendende Vögel und verseuchte Strandabschnitte zu verzeichnen waren. Neben den enormen Protesten in Spanien gegen das Krisenmanagement der konservativen Regierung Aznar löste das verantwortungslose Vorgehen auch Empörung in Portugal aus, wo sich Kritiker Spaniens in ihren Vorwürfen der spanischen Respektlosigkeit gegenüber Portugal bestätigt sahen.

## Sport
Sportler, Klubs und Nationalmannschaften beider Nationen treten häufig gegeneinander an.

### Fußball

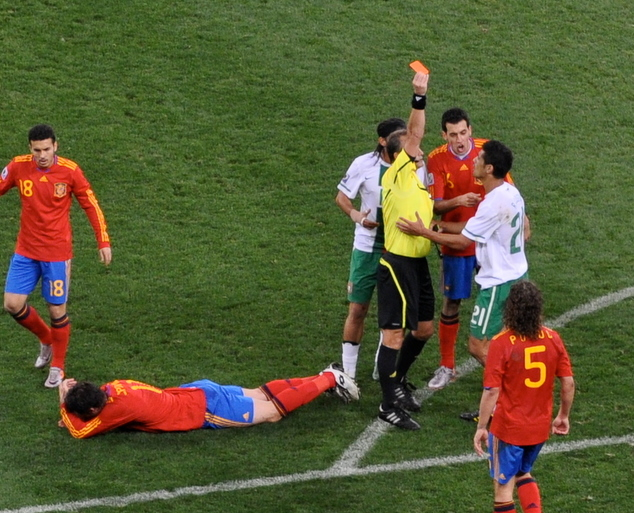
Szene aus dem Spiel Spanien gegen Portugal bei der WM 2010: Länderspiele beider Nationalmannschaften sind häufig emotional aufgeladen und besonders umkämpft.

Im Fußball, Nationalsport in beiden Ländern, besteht eine Art Rivalität zwischen der portugiesischen und spanischen Nationalmannschaft der Männer. Erstmals trafen sie am 18. Dezember 1921 in Madrid aufeinander, das Freundschaftsspiel endete 3:1 für Spanien. Es war das erste Länderspiel der Portugiesen und das siebte der Spanier. Seither trafen sie 43 Mal aufeinander, mit acht portugiesischen und 18 spanischen Siegen, 17 mal trennten sie sich unentschieden. Die Portugiesische und die Spanische Frauen-Nationalelf trafen erstmals am 5. Februar 1983 im spanischen A Guarda (Galicien) aufeinander, die Portugiesinnen gewannen 1:0. Es war das fünfte Spiel der Portugiesinnen und das erste offizielle Spiel der Spanierinnen, die in ihrem ersten inoffiziellen Spiel bereits am 21. Februar 1971 gegen die Portugiesinnen spielten, die Partie endete 3:3. Insgesamt spielten sie bisher sechsmal offiziell gegeneinander, mit zwei portugiesischen und vier spanischen Siegen. Am Algarve-Cup in Portugal nahmen die Spanierinnen erst 2017 erstmalig teil und konnten das Turnier gleich das erste und bisher einzige Mal gewinnen, die Gastgeberinnen erreichten mit dem dritten Platz im folgenden Jahr ihre bisher beste Platzierung (alles Stand Juni 2024).
Zahlreiche Fußballstars Portugals wie Cristiano Ronaldo, Deco oder Luís Figo haben in Spanien gespielt, während auch einige spanische Spieler wie Iker Casillas für portugiesische Topklubs wie den FC Porto gespielt haben.
In der Phase der Kandidaturen zur Fußball-Europameisterschaft 2004 gingen anfangs zunächst die österreichisch-ungarische und die spanische Bewerbung ein. Der portugiesische Fußballverband FPF bot dem spanischen Verband RFEF dabei an, eine gemeinsame iberische Kandidatur anzumelden, doch der spanische Verband lehnte mit der Begründung ab, man brauche Portugal dazu nicht. Daraufhin sagte Portugals damaliger Ministerpräsident und heutiger UN-Generalsekretär António Guterres der FPF Unterstützung für eine eigene portugiesische Kandidatur zu. Am 12. Oktober 1999 in Aachen erhielt Portugal den Zuschlag. Spanien und Gastgeber Portugal trafen in der Vorrunde in Gruppe A zusammen. Spanien unterlag Portugal und schied als Tabellendritter aus, der Gastgeber kam ins Finale und verlor dort gegen Griechenland.
Im Jahr 2009 bewarben sich die beiden Länder dann erfolglos gemeinsam um die Ausrichtung der Fußball-Weltmeisterschaft 2018 und 2022. Die Fußball-Weltmeisterschaft 2030 wurde schließlich von der FIFA 2024 an eine gemeinsame Bewerbung von Spanien, Portugal und Marokko vergeben.

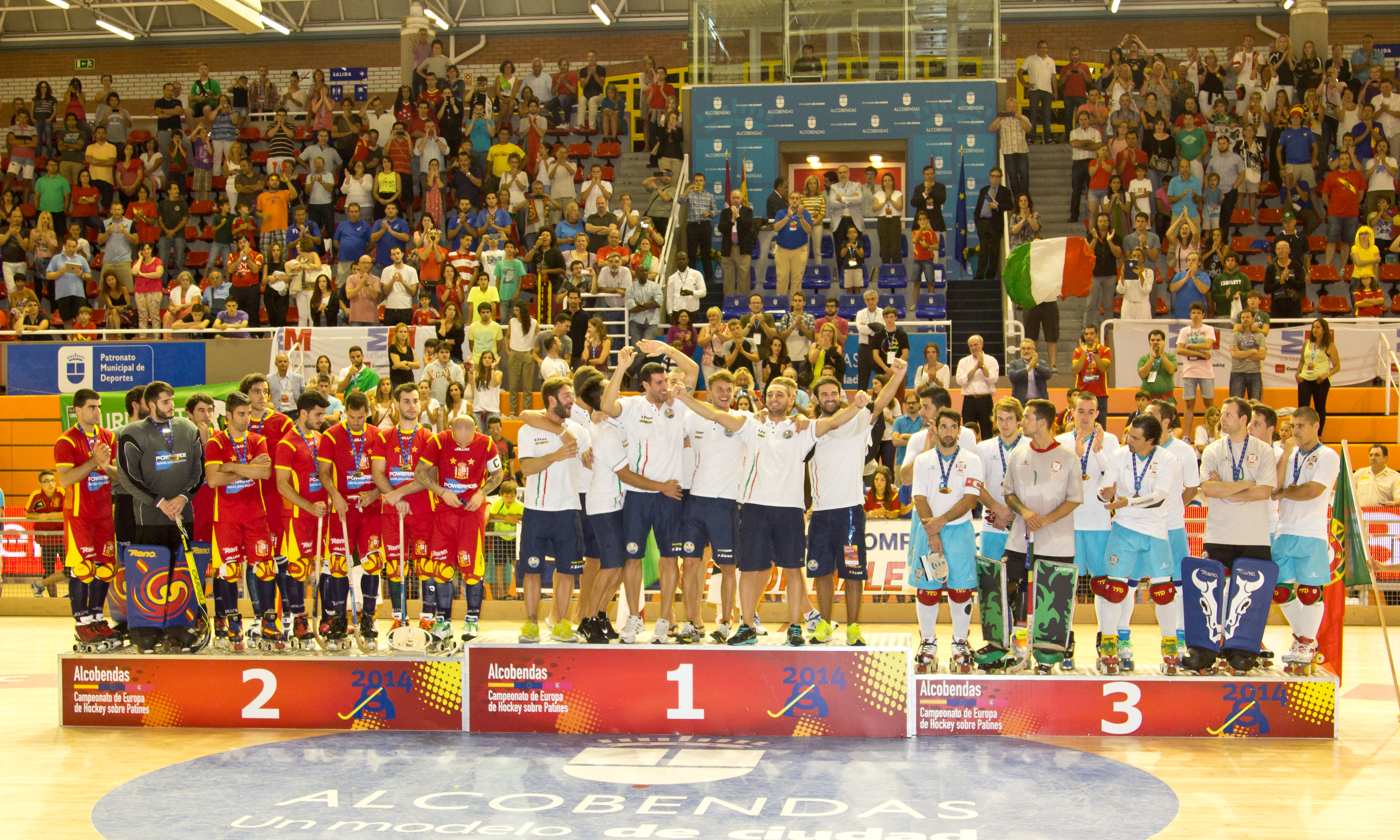
Italien gewann die Europameisterschaften 2014 in Spanien, der Gastgeber wurde Zweiter, Portugal Dritter: Rollhockey ist in Portugal wie Spanien sehr populär, und ihre Länderspiele besonders brisant.

### Rollhockey
Rollhockey ist in beiden Ländern sehr populär und wird vor großem Publikum ausgetragen, anders als in mittel- und nordeuropäischen Ländern. Beide Länder gehören dort zur Weltspitze und sind seit langen Jahren abwechselnd Rekordweltmeister.
Portugal und Spanien richteten bisher jeweils zehn Rollhockey-Weltmeisterschaften aus. Spanien ist mit aktuell 17 Weltmeistertiteln Rekordhalter, Portugal folgt mit aktuell 16 Titeln auf Rang zwei (alles Stand Juni 2024).

### Andere
Das wichtigste portugiesische Straßenradrennen, die seit 1927 veranstaltete Volta a Portugal, konnte 1973 Jesús Manzaneque als erster Spanier gewinnen. Danach gelang dies sieben weiteren Spaniern, einigen davon mehrmals. Das wichtigste spanische Rennen, die erstmalig 1935 ausgerichtete Vuelta a España, konnte bislang kein Portugiese gewinnen (Stand Juni 2024).
Im Handball tragen beide Länder seit 2022 einen gemeinsamen Supercup der Männer aus, die Supercopa Ibérica masculina de Balonmano bzw. Supertaça Ibérica masculina de andebol. Seit 2023 findet mit der Supercopa Ibérica feminina de Balonmano bzw. Supertaça Ibérica feminina de andebol auch ein gleicher Wettbewerb für die Frauen statt.